# 1974
Het jaar 1974 is een jaartal volgens de christelijke jaartelling.

## Gebeurtenissen
januari
- 1 - De nieuwe gemeente Zaanstad wordt gevormd. De gemeenten Zaandam, Koog aan de Zaan, Zaandijk, Wormerveer, Krommenie, Assendelft en Westzaan houden hiermee op te bestaan als zelfstandige gemeenten.
- 16 - Eerste uitzending van het tv-kinderprogramma De film van Ome Willem, met Edwin Rutten in de hoofdrol.
- 19 - China neemt een garnizoen van het Zuid-Vietnamese leger op de Paraceleilanden gevangen en bezet sindsdien deze nog steeds door Taiwan en Vietnam betwiste archipel.
- 23 - Bij een brand in een internaat in Heusden-Zolder vallen 23 doden. De Internaatsbrand Heusden-Zolder zorgde voor een stroomversnelling in de wetgeving rond brandveiligheid.
- 30 - Op Cyprus wordt generaal Grivas begraven in een ondergrondse schuilplaats van de EOKA buiten Limasol. Hij was de leider van de opstand tegen de Britten in de jaren vijftig en tegen de regering-Makarios. Een staatsbegrafenis in Nicosia is door de EOKA geweigerd en aartsbisschop Makarios en zijn regering zijn niet uitgenodigd. De opkomst van Grieks-Cyprioten is massaal.

februari
- 7 - Grenada wordt onafhankelijk van het Verenigd Koninkrijk.
- 7 - De vormgever Piet Schreuders geeft het eerste nummer uit van De Poezenkrant.
- 13 - De Russische schrijver Aleksandr Solzjenitsyn wordt verbannen uit de Sovjet-Unie en op een vliegtuig naar Zwitserland gezet.
- 22 - In Lahore wordt de tweede Islamitische Topconferentie gehouden.

maart
- 3 - Een Turkse DC-10 stort neer op 39 kilometer van Parijs, waarbij 346 personen omkomen. Zie Turkish Airlines-vlucht 981.
- 3 - Twee Palestijnse kapers steken op Schiphol een Vickers VC-10 van British Airways in brand en geven zich daarna over.
- 8 - Studenten uit Duitsland en Oostenrijk bezetten korte tijd de ambassade van Perzië in Den Haag. De lichte straffen die worden opgelegd veroorzaken een diplomatiek incident met de Perzische regering.
- 18 - De meeste OPEC-landen eindigen een vijf maanden durend olie-embargo tegen de Verenigde Staten, Europa en Japan.
- 21 - Op de 21e verjaardag van zijn verlichtingservaring vertrekt Bhagwan Sri Rajneesh uit Bombay naar Poona.
- 21 - Op het Amstelveld in Amsterdam opent minister van milieu Irene Vorrink het eerste witkarstation.
- 24 - In het Franse Mandelieu verovert de Nederlandse vrouwenhockeyploeg de wereldbeker door met 1-0 van Argentinië te winnen. Het winnende doelpunt komt van Nel van Kollenburg aan het einde van de 2e verlenging.
- 29 - In Duitsland loopt de eerste Volkswagen Golf van de band, die de Volkswagen Kever moet gaan opvolgen.
- 31 - De Britse luchtvaartmaatschappijen BOAC en BEA gaan op in een nieuwe maatschappij: British Airways.

april
- 3 en 4 april - Een zeer omvangrijk gebied met tornado's trekt over de Verenigde Staten, waar Xenia en Sayler Park in Ohio en Brandenburg in Kentucky het zwaarst worden getroffen. Er vallen 315 slachtoffers.
- 6 - ABBA wint het Eurovisiesongfestival in Brighton met het nummer Waterloo. Tweede wordt het liedje "Si" door de Italiaanse oud-winnaar Gigliola Cinquetti en derde het Nederlandse "I see a star" van het duo Mouth & MacNeal.
- 13 - Gerrie Knetemann wint de negende editie van de Amstel Gold Race.
- 18 - Meesterkraker Aage M. ontsnapt met behulp van zijn "thermische lans" uit de Blokhuispoort in Leeuwarden.
- 20 - Het team van de Sovjet-Unie prolongeert de wereldtitel bij het wereldkampioenschap ijshockey in Finland.
- 20 - De neogotische Sint-Lambertuskerk in het Belgische Hoogstade brandt uit. Alleen de laatgotische westertoren blijft gespaard.
- 25 - Het begin van de Anjerrevolutie in Portugal.

mei
- 18 - India voert zijn eerste kernproef uit.
- 18 - Tijdens het tiende Gouden Televizier-Ring Gala wint Willem Duys de gouden televisier ring.
- 19 - De Hongaarse wiskundige Ernő Rubik gebruikt in zijn college voor het eerst de kubus waarmee hij zijn studenten inzicht in ruimtelijke permutaties wil geven.
- 29 - Feyenoord wint als eerste Nederlandse voetbalclub de UEFA Cup. De tegenstander in de finale is Tottenham Hotspur FC. In Londen speelde Feyenoord met 2-2 gelijk door doelpunten van Willem van Hanegem en Theo de Jong, maar thuis in De Kuip winnen de Rotterdammers met 2-0 door treffers van Wim Rijsbergen en Peter Ressel.
- 30 - Eerste uitzending van Van Oekel's Discohoek bij de VPRO.

juni
- 3 - John Newcombe lost Ilie Năstase na veertig weken af als nummer één op de wereldranglijst der tennisprofessionals.
- 26 - In een Amerikaanse supermarkt wordt voor het eerst afgerekend met behulp van de streepjescode.

juli
- 1 - Na de dood van haar echtgenoot Juan Perón wordt Isabel Perón president van Argentinië. Zij is daarmee de eerste vrouwelijke president ter wereld.
- 3 - Na een langlopend conflict, bekend als de Affaire-Dennendal, wordt de zwakzinnigeninrichting Dennendal te Den Dolder door de politie ontruimd.
- 7 - Nederland verliest de finale van het WK voetbal in (en van) West-Duitsland met 2-1 ondanks een vroege voorsprong door een benutte penalty (Johan Neeskens) in de eerste minuut.
- 12 - Wereldkampioen Cees Stam rijdt een werelduurrecord stayeren met een afgelegde afstand van 82,998 kilometer.
- 15 - De Grieks-Cypriotische guerrillabeweging, die streeft naar aansluiting van Cyprus bij Griekenland (enosis), pleegt een staatsgreep tegen president-aartsbisschop Makarios, die op het nippertje weet te ontkomen. Turkije reageert onmiddellijk met een invasie op het noordelijk gedeelte van het eiland ter bescherming van het Turkse deel van de bevolking.
- 21 - De Belgische wielrenner Eddy Merckx wint de Ronde van Frankrijk voor de vijfde en laatste keer.
- 23 - Na een ballingschap van elf jaar komt de Griekse ex-premier Konstantinos Karamanlis terug in Athene, waarmee een definitief einde komt aan het kolonelsregime. Ook beroemde ballingen zoals componist Mikis Theodorakis, de actrice Melina Mercouri en de politicus Andreas Papandreou keren weer naar Griekenland terug.
- 29 - Jimmy Connors lost John Newcombe na acht weken af als nummer één op de wereldranglijst der tennisprofessionals.

augustus
- 7 - De Fransman Philippe Petit loopt in New York ongezekerd over een touw heen en weer tussen de Twin Towers.
- 8 - De Amerikaanse president Richard Nixon verschijnt op tv en verklaart "... en daarom zal ik morgenmiddag aftreden als president". Dit was meteen de ultieme consequentie van het bekende Watergateschandaal.
- 13 - Wapenstilstandsovereenkomst op Cyprus, waarbij Turkije het bestuur over een derde van het eiland behoudt.
- 30 - Op de basis Vandenberg in California wordt de eerste Nederlandse kunstmatige satelliet ANS (Astronomische Nederlandse Satelliet) gelanceerd.
- 31 - De populaire zeezenders Radio Veronica maken, vanwege de nieuwe wet die ingaat op 1 september, hun laatste programma's en beëindigen hun uitzendingen om 18.00 uur en Engelstalige uitzending van Radio Atlantis om 19:00 uur en respectievelijk en Radio Noordzee Internationaal om 20.00 uur
- 31 - Het Nederlandse Rooms-katholieke dagblad De Tijd verschijnt voor het laatst. Het blad wordt vanaf nu een weekblad.

september
- Op 1 september wordt een nieuwe wet van kracht die medewerking verlenen aan uitzenden vanaf zee verbiedt. De Belgische zeezender Radio Mi Amigo gaat wel door met uitzenden en doet dat met in Spanje opgenomen programma's (dit wordt verteld op de zender; de programma's worden echter in België opgenomen).
- 3 - Andreas Papandreou en andere uit ballingschap teruggekeerde linkse Griekse politici richten de Panhellenistische Socialistische Partij ofwel PASOK op.
- 12 - De keizer van Ethiopië, Haile Selassie, die al enige tijd feitelijk de gevangene is van revolutionaire officieren, wordt officieel afgezet.
- 13 - Het Japanse Rode Leger bezet de Franse ambassade in Den Haag en gijzelt de aanwezige personeelsleden. Eis is vrijlating van een medelid uit Franse gevangenschap.
- 13 - De Groningse gereformeerde studentenvereniging VERA wordt een open muziekpodium.
- 16 - Instelling van de Dag van de Marrons door André R.M. Pakosie. Hij tekent in het Fatima-clubgebouw in Paramaribo, als voorzitter van de organisatie van jongeren uit het binnenland van Suriname, Akifonga (voorheen ABJO), het document zijnde de instelling van de Dag van de Marrons ook wel Loweman dei genoemd. De eerste viering van de Dag van de Marrons vindt op 10 oktober 1974 plaats.
- 17 - Grenada, Guinee-Bissau en Bangladesh treden toe tot de VN.

oktober
- 1 - In Nederland gaat een proef van start met zes lokale omroepen.
- 5 - Bommen ontploffen in twee pubs in Guildford, Engeland en doden vijf mensen. Het zou volgend jaar leiden tot de onterechte veroordeling en gevangenschap van de Guildford Four.
- 10 - Eerste viering in 1974 van de Dag van de Marrons, onder leiding van de grondlegger van deze dag, André R.M. Pakosie. Op deze dag wordt jaarlijks de succesvolle strijd van de Marrons in de 17e en 18e eeuw herdacht, tegen onderdrukking en voor vrijheid.
- 21 - Aan de Rijksuniversiteit Gent wordt een voorstelling van een toneelstuk van auteur en journalist Bert Verhoye over Cyriel Verschaeve verhinderd door de extreemrechtse groeperingen KVHV, VMO en Were Di. De rijkswacht ontzet het gebouw. De rellen leiden tot de oprichting van het Anti-Fascistisch Front.
- 29 - Op een topconferentie van de Arabische Liga in Rabat wordt de PLO erkend als "de enige wettige vertegenwoordiger van het Palestijnse volk". Jeruzalem moet de hoofdstad worden van een toekomstige Palestijnse staat.
- 31 - Einde van de gijzeling, begonnen op 26 oktober, in de Scheveningse gevangenis. Tijdens de kerkdienst hadden vijf gewapende gedetineerden de leden van het koor "Ut captivi Gaudeant" ('opdat gevangenen zich verblijden'), alsmede hun familieleden, in gijzeling genomen. De gebruikte wapens bleken de gevangenis te zijn binnengesmokkeld door Broeder Mattheus onder zijn habijt.

november
- 1 - In Nederland wordt een wijziging van de Wegenverkeerswet van kracht, waardoor de politie weggebruikers kan controleren op alcoholgebruik door middel van het blaaspijpje en de bloedproef. De horeca vreest voor zijn omzet.
- 6 - Eerste uitzending van het Simplisties Verbond van Kees van Kooten en Wim de Bie.
- 12 - In het West-Vlaamse Kortemark wordt een schoolbus gegrepen door een trein, alle zes inzittenden sterven.
- 18 - Het Internationaal Energieagentschap wordt opgericht.
- 24 - In Nederland en Egypte (land) worden Palestijnse gevangenen vrijgelaten na de kaping van een Brits vliegtuig dat was geland in Tunis.
- 24 - Vondst in Ethiopië van fossielen van een Australopithecus afarensis, een mensachtige vrouw die "Lucy" wordt genoemd, en die volgens sommige wetenschappers een voorloper was van de mensheid.
- 28 - Het Britse Lagerhuis en Hogerhuis nemen een wetsontwerp aan van minister Roy Jenkins van binnenlandse zaken om de Provisionele IRA te verbieden.
- 29 - De NCRV-inzamelingsactie Geven voor Leven brengt 65 miljoen gulden op voor het Koningin Wilhelmina Fonds.

december
- 4 - Onderweg naar Mekka raakt een DC-8-vliegtuig van Martinair een bergwand op Sri Lanka. Alle 191 inzittenden komen om: 184 Indonesische pelgrims en zeven Nederlandse bemanningsleden.
- 12 - De Nederlandse band Nits (toen nog the Nits) maakt hun debuut op een studentenfeest in De Brakke Grond in Amsterdam.
- 13 - Malta wordt een republiek.
- 20 - In Eygelshoven sluit de kolenmijn Julia met de productie van steenkool.
- 24 - Paus Paulus VI opent de Heilige Deur in de Sint-Pietersbasiliek en daarmee is voor de Rooms-Katholieke Kerk het Heilig Jaar 1975 begonnen.
- 25 - De orkaan Tracy verwoest Darwin.
- 31 - De laatste kolenmijn van Nederland, de Oranje-Nassau 1 in Heerlen, wordt gesloten.

zonder datum
- De AK-74 wordt ontwikkeld.
- De Rubiks kubus wordt uitgevonden door de Hongaarse wiskundige en architectuur professor Ernő Rubik.

## Muziek

### Klassieke muziek
- 9 april: eerste uitvoering van Johan Kvandals Duo concertante voor twee piano's
- 14 augustus: eerste uitvoering van Krzysztof Penderecki's Ontwaken van Jakob
- 13 oktober: eerste (en tevens laatste) uitvoering van Symfonie nr. 4 van Havergal Brian (gegevens 2016)

### Populaire muziek
Album-top 10 (bron: popdossier.nl)
1. Jesus Christ Superstar - Original Soundtrack
2. Introspection - Thijs van Leer
3. Vroeger of later - Robert Long
4. In the still of the night - Jack Jersey
5. Band on the run - Paul McCartney & Wings
6. Ella - André Moss
7. Hot Baker - George Baker Selection
8. Rock Your Baby - George McCrae
9. Love in your eyes - The Cats
10. Greatest hits - Demis Roussos
11. The Hostage - Donna Summer

De Nits brachten in 2003 een album uit genaamd 1974, wat refereert aan hun oprichtingsjaar.

## Beeldende kunst

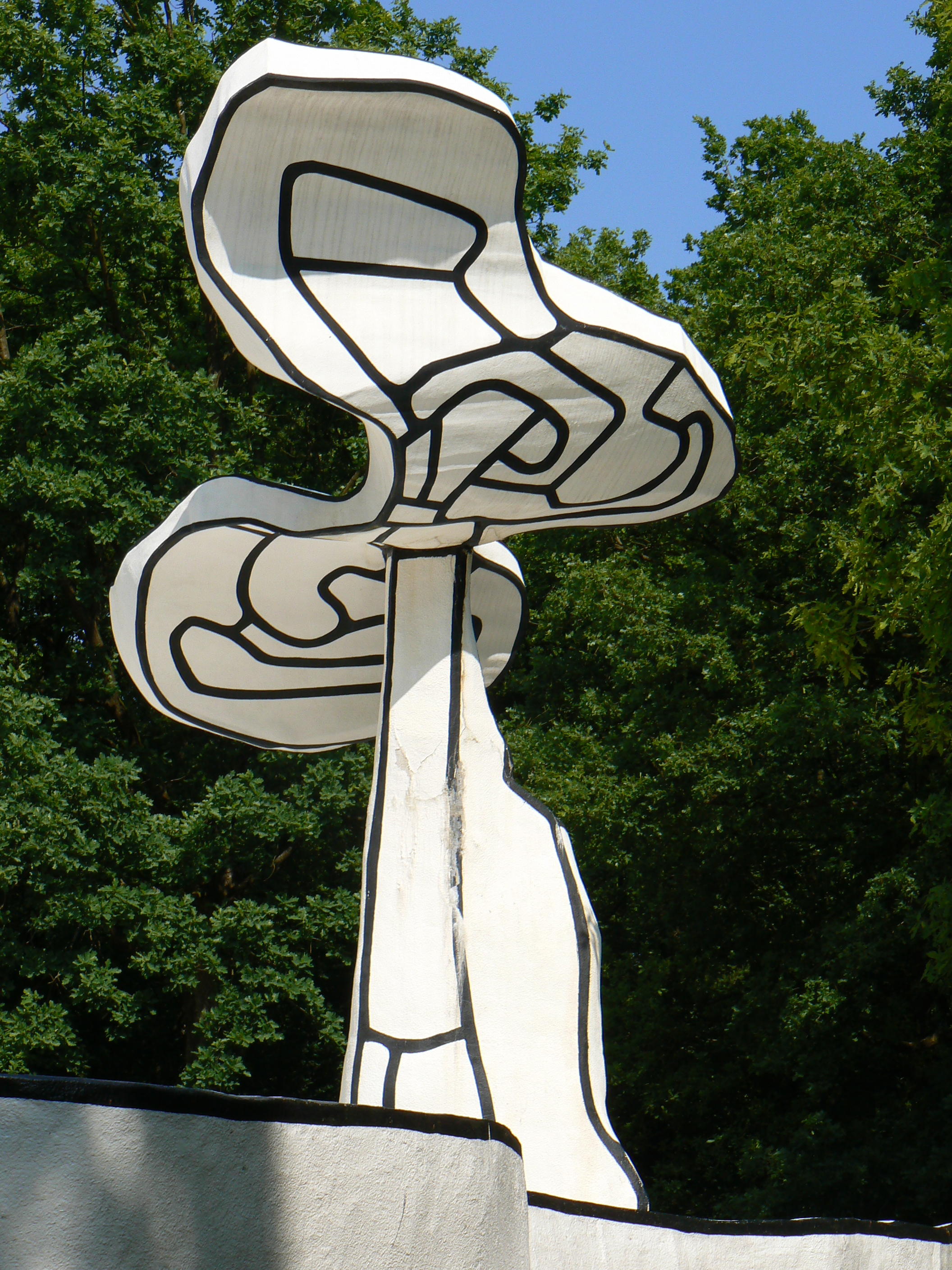
Jardin d'Email (1974) Jean Dubuffet, Beeldenpark van het Kröller-Müller Museum

## Bouwkunst

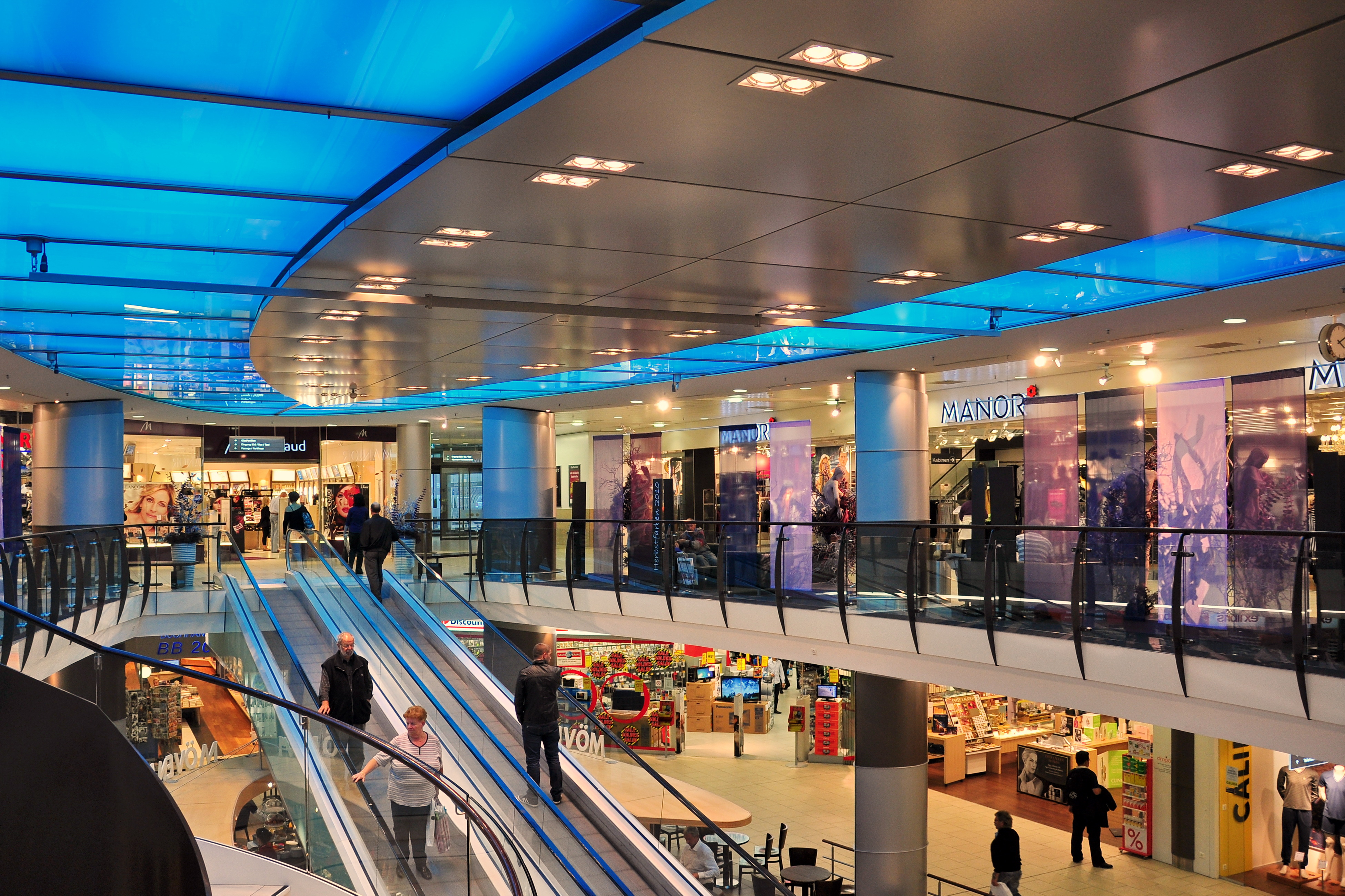
Seedamm-Center, Pfäffikon, Zwitserland (1974)

## Geboren

### januari

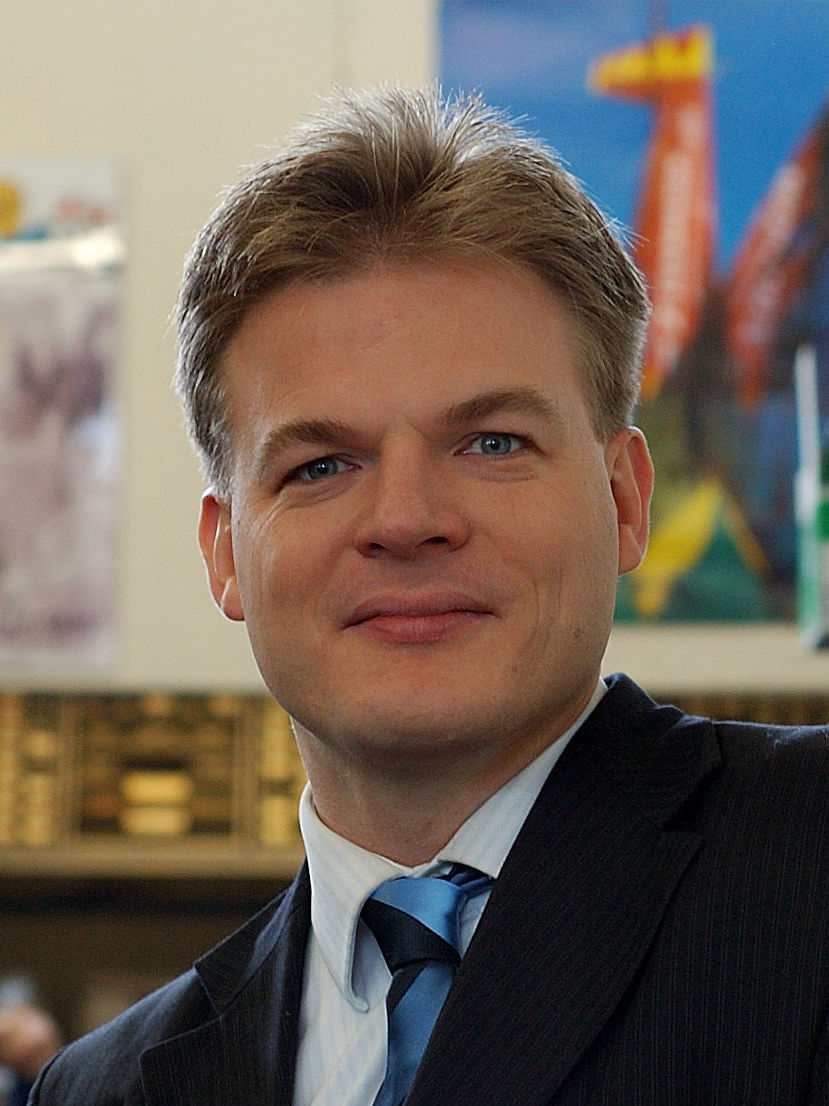
Pieter Omtzigt,
geboren op 8 januari

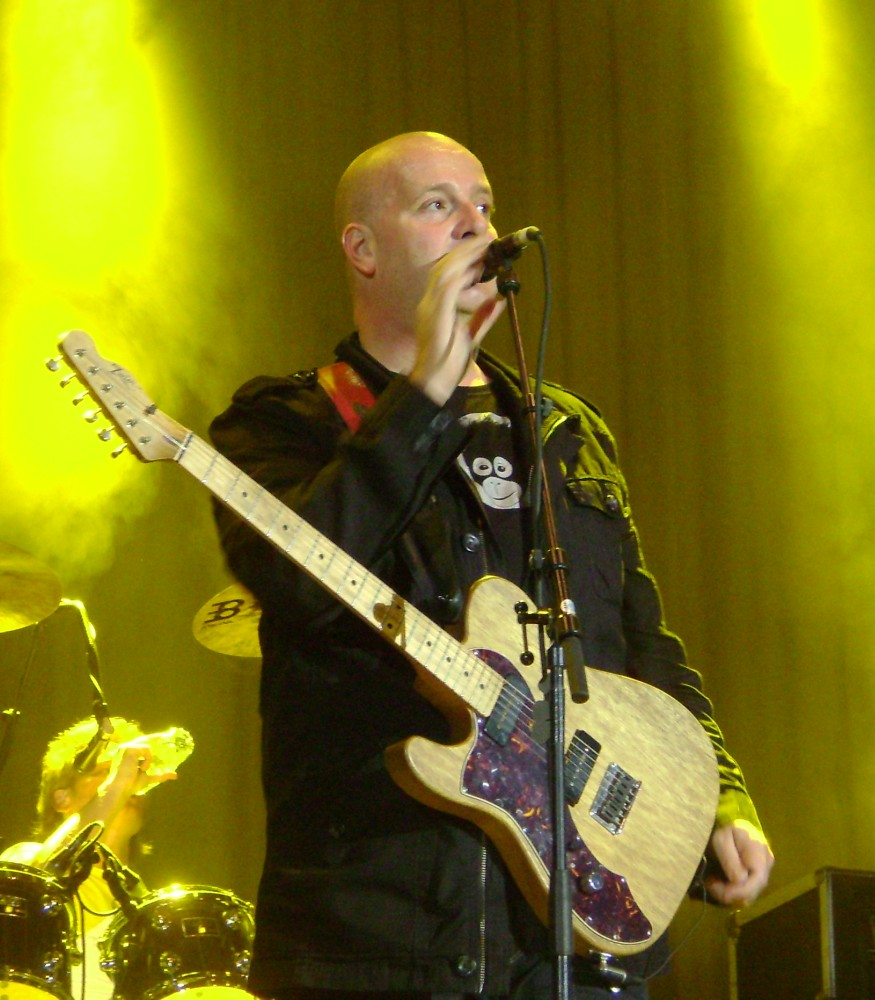
Paskal Jakobsen,
geboren op 20 januari

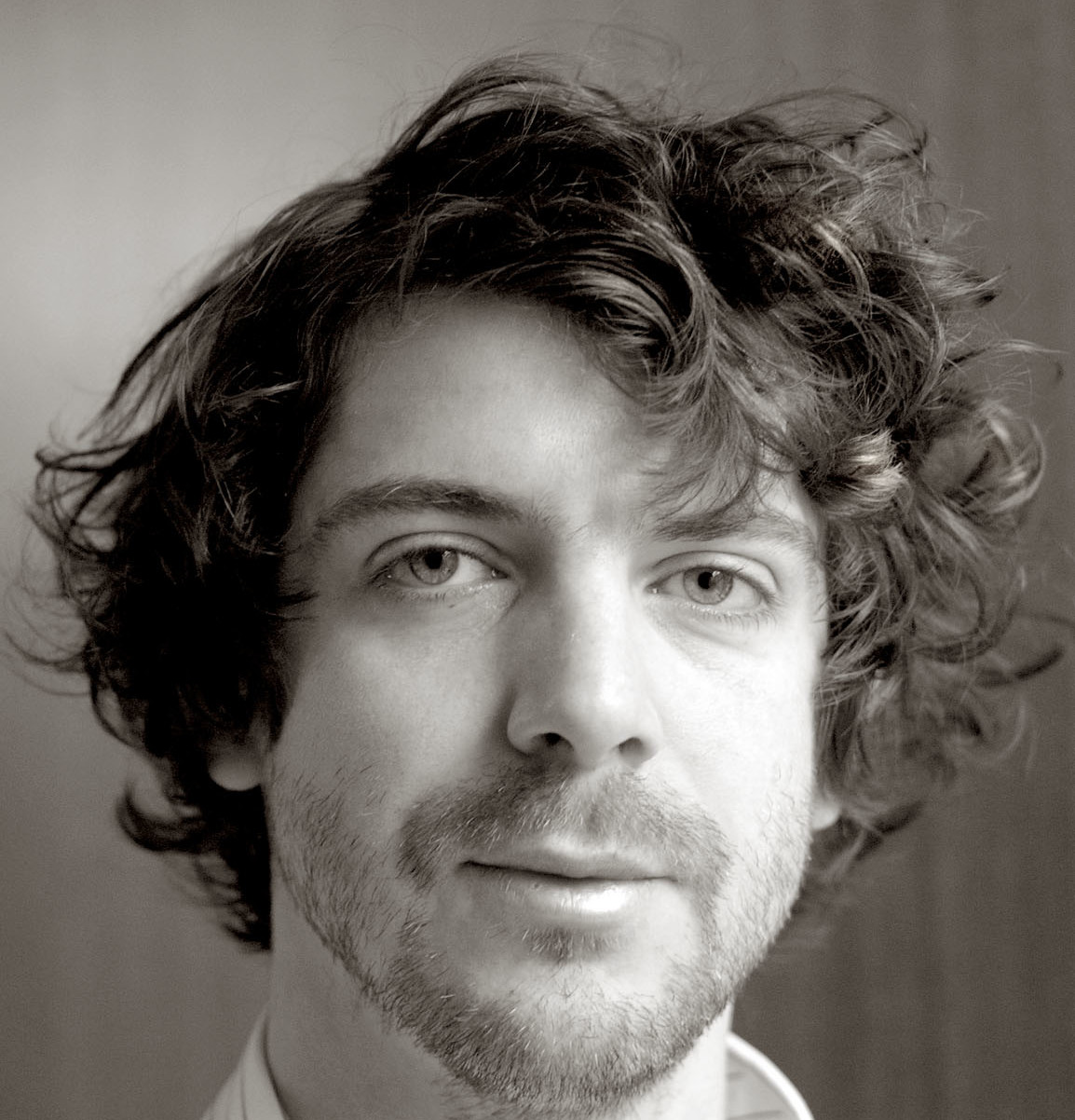
Ramsey Nasr,
geboren op 28 januari

- 1 - Khatuna Lorig, Georgisch-Amerikaans boogschutter
- 2 - Petter Andersen, Noors schaatser
- 2 - Look J. Boden, Nederlands tekstschrijver, dichter en uitgever
- 2 - Tomáš Řepka Tsjechisch voetballer
- 3 - Claude Croes, Belgisch politicus
- 3 - Robert-Jan Derksen, Nederlands golfer
- 3 - Mike Ireland, Canadees schaatser
- 3 - Alessandro Petacchi, Italiaans wielrenner
- 3 - Faat Zakirov, Russisch wielrenner
- 4 - Giorgio Contini, Zwitsers voetballer en voetbalcoach
- 4 - Danilo Hondo, Duits wielrenner
- 4 - Roel C. Verburg, Nederlands cabaretier, stand-upcomedian en singer/songwriter
- 4 - Armin Zöggeler, Italiaans rodelaar
- 5 - Iwan Thomas, Brits atleet
- 7 - Julen Guerrero, Spaans voetballer
- 7 - Andrés Kogovsek, Argentijns handballer
- 8 - Pieter Omtzigt, Nederlands politicus
- 10 - Steve Marlet, Frans voetballer
- 10 - Bob Peeters, Belgisch voetballer
- 10 - Hrithik Roshan, Indiaas acteur
- 12 - Melanie Chisholm, Brits zangeres
- 12 - Ivica Mornar, Kroatisch voetballer
- 12 - Hamilton Ricard, Colombiaans voetballer
- 14 - Fabiana Luperini, Italiaans wielrenster
- 14 - Lies Visschedijk, Nederlands film-, toneel-, televisie- en stemactrice
- 15 - Matías Brain, Chileens triatleet
- 15 - Ana Dias - Portugees atlete
- 15 - Adam Ledwoń, Pools-Duits voetballer (overleden 2008)
- 15 - Cao Qi, Chinees atlete
- 16 - Kate Moss, Brits fotomodel
- 17 - Jaakko Kuusisto, Fins componist, dirigent en violist (overleden 2022)
- 18 - Arie Boomsma, Nederlands televisiepresentator
- 18 - Prinses Claire van België
- 18 - Anke Engels, Nederlands actrice
- 18 - Steve Lomas, Noord-Iers voetballer
- 18 - Vladimir Miholjević, Kroatisch wielrenner
- 18 - Pablo Pereira, Argentijns volleyballer
- 19 - Jaime Moreno, Boliviaans voetballer
- 20 - Paskal Jakobsen, Nederlands zanger en gitarist
- 20 - Lies Jans, Belgisch politica
- 21 - Mălina Olinescu, Roemeens zangeres (overleden 2011)
- 21 - Ulrich Le Pen, Frans voetballer
- 22 - Barbara Dex, Vlaams zangeres
- 24 - Takuma Aoki, Japans motor- en autocoureur
- 25 - Lidia Grigorjeva, Russisch atlete
- 26 - David Castedo, Spaans voetballer
- 26 - Kim van Kooten, Nederlands actrice
- 27 - Tim Harden, Amerikaans atleet
- 28 - Steve Dugardein, Belgisch voetballer
- 28 - Ramsey Nasr, Nederlands dichter, schrijver en acteur
- 28 - Kari Traa, Noorse freestyleskiester
- 30 - Christian Bale, Brits acteur

### februari

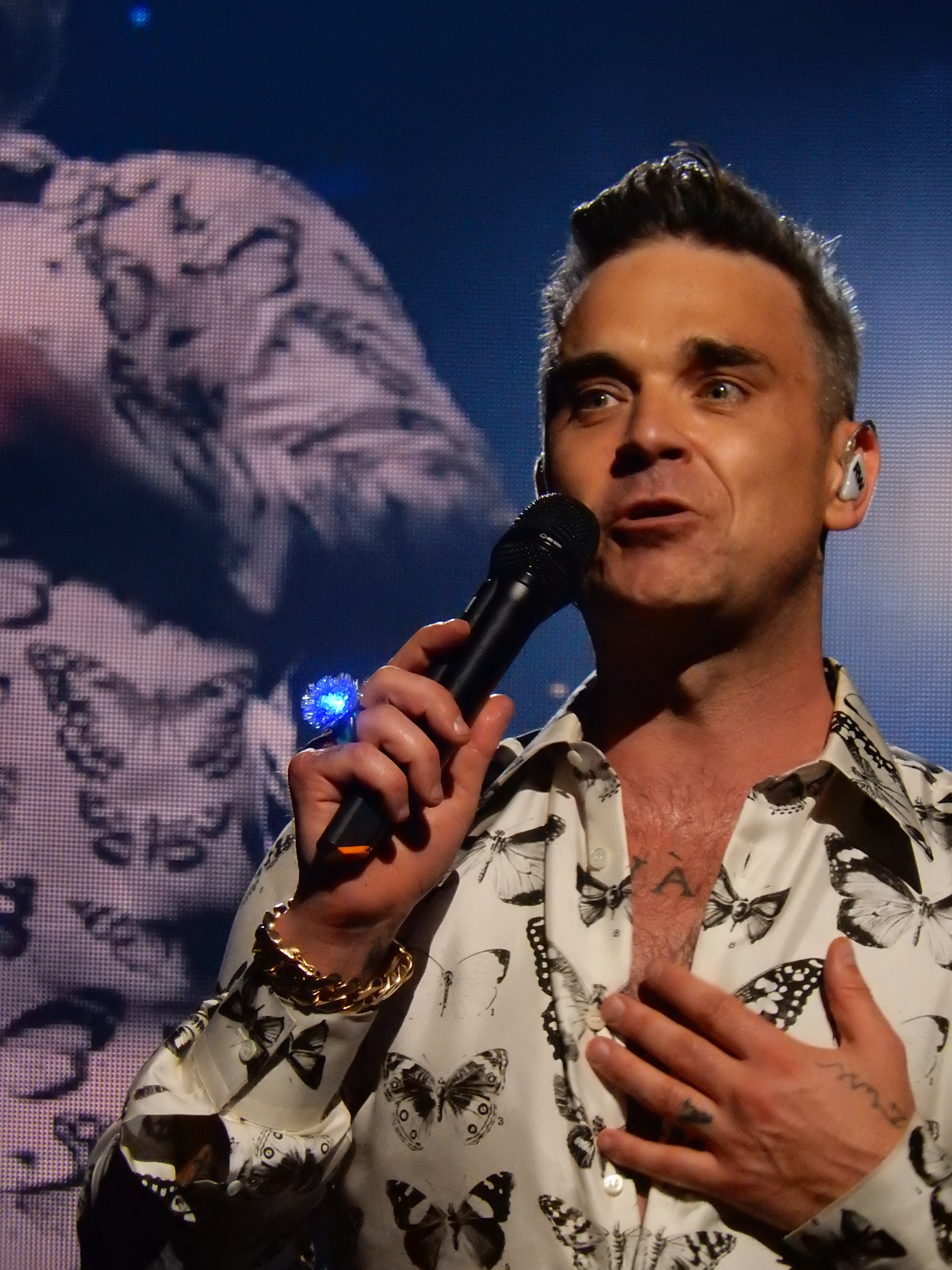
Robbie Williams,
geboren op 13 februari

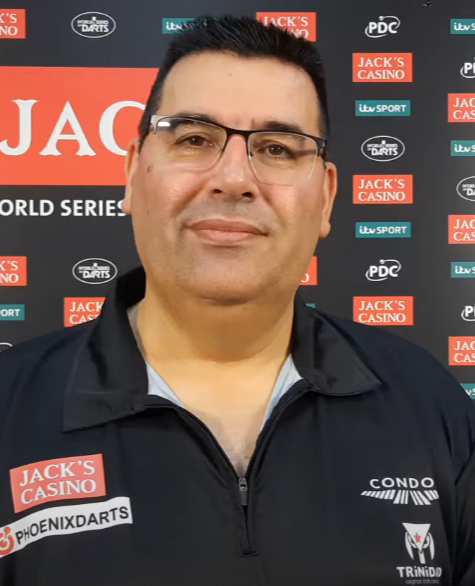
José de Sousa,
geboren op 25 februari

- 1 - Fabienne de Vries, Nederlands televisiepresentatrice
- 4 - Mijntje Donners, Nederlands hockeyster
- 5 - Jesper Blomqvist, Zweeds voetballer
- 5 - Hendrik Van Dyck, Belgisch wielrenner
- 5 - Sibelis Veranes, Cubaans judoka
- 6 - Olaf Lindenbergh, Nederlands voetballer
- 7 - Sergej Volkov, Russisch schaker
- 8 - Ulises de la Cruz, Ecuadoraans voetballer
- 8 - Guy-Manuel de Homem-Christo, Frans musicus
- 8 - Xzibit, Amerikaans gangstarapper
- 9 - Jordi Cruijff, Nederlands-Spaans voetballer en zoon van Johan Cruijff
- 10 - Elizabeth Banks, Amerikaans actrice
- 11 - Nick Barmby, Engels voetballer
- 11 - Saša Gajser, Sloveens voetballer
- 11 - Rosita van Gijlswijk, Nederlands politica
- 11 - Leontios Trattou, Cypriotisch voetbalscheidsrechter
- 12 - Martin Erlandsson, Zweeds golfer
- 12 - Dmitri Loskov, Russisch voetballer
- 12 - Geert Omloop, Belgisch wielrenner
- 13 - Robbie Williams, Brits zanger
- 14 - Robert Jahrling, Australisch roeier
- 14 - Philippe Léonard, Belgisch voetballer
- 14 - Valentina Vezzali, Italiaans schermster en parlementslid
- 15 - Gina Lynn, Puerto Ricaans pornoactrice
- 16 - Mahershala Ali, Amerikaans acteur
- 16 - Tomasz Kucharski, Pools roeier
- 17 - Bertie Steur, Nederlands mediapersoonlijkheid en agrariër
- 18 - Jevgeni Kafelnikov, Russisch tennisser
- 20 - Antti Sumiala, Fins voetballer
- 21 - Gilbert Agius, Maltees voetballer
- 21 - Kevin Blom, Nederlands voetbalscheidsrechter
- 21 - Roberto Heras, Spaans wielrenner
- 22 - Matthew White, Australisch wielrenner en ploegleider
- 23 - Stéphane Bernadis, Frans kunstschaatser
- 24 - Gila Gamliel, Israëlisch vakbondsbestuurder en politica
- 24 - Beatrice Omwanza, Keniaans atlete
- 24 - Susan Smit, Nederlands heks, publiciste, schrijfster, columniste en fotomodel
- 25 - Dominic Raab, Brits conservatief politicus
- 25 - José de Sousa, Portugees darter
- 26 - Stefano D'Aste, Italiaans autocoureur
- 26 - Mikee Cojuangco-Jaworski, Filipijns amazone, actrice en IOC-lid
- 26 - Martin Hersman, Nederlands sportcommentator en schaatser
- 26 - Sébastien Loeb, Frans rallyrijder
- 26 - Magno Mocelin, Braziliaans voetballer
- 27 - Colin Edwards, Amerikaans motorcoureur
- 27 - Faustin Linyekula, Congolees danser en choreograaf
- 27 - Hiroyasu Shimizu, Japans schaatser
- 28 - Janne Lahtela, Fins freestyleskiër

### maart

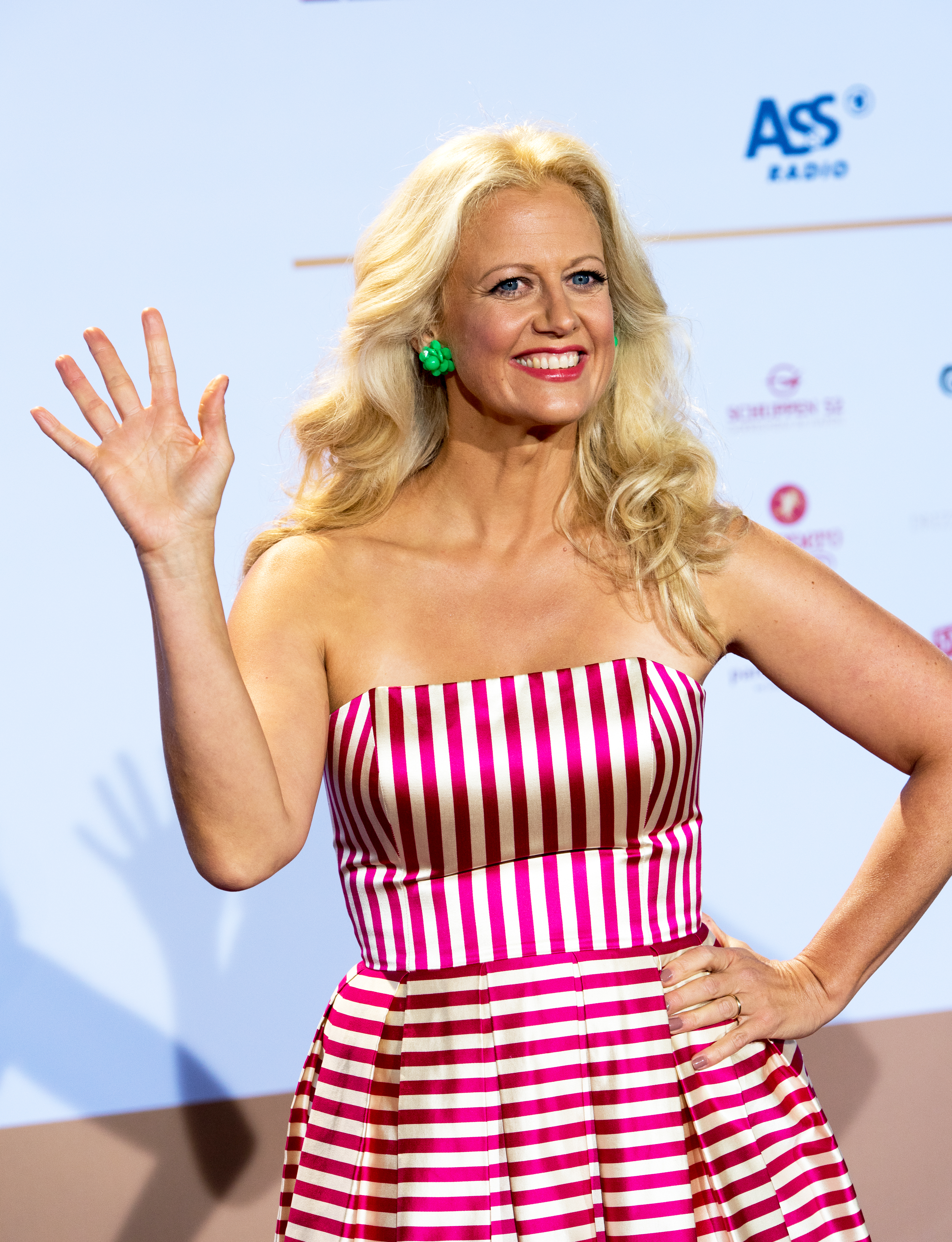
Barbara Schöneberger,
geboren op 5 maart

- 1 - Marjolein Moorman, Nederlands politica (PvdA)
- 2 - Yo-Sam Choi, Zuid-Koreaans bokser (overleden 2008)
- 3 - Naima El Bezaz, Marokkaans-Nederlands schrijfster (overleden 2020)
- 3 - David Faustino, Amerikaans acteur
- 3 - Tomáš Kraus, Tsjechisch freestyleskiër
- 3 - Dani Sánchez, Spaans biljarter
- 3 - Janneke Schotveld, Nederlands jeugdboekenschrijfster
- 4 - Gabriel Contino (artiestennaam Gabriel o Pensador), Braziliaans rapper
- 4 - Mladen Krstajić, Servisch voetballer
- 4 - Karol Kučera, Slowaaks tennisser
- 4 - Ariel Ortega, Argentijns voetballer
- 5 - Eva Mendes, Amerikaans actrice
- 5 - Barbara Schöneberger, Duits actrice, presentatrice en zangeres
- 6 - Guy Garvey, Brits zanger en gitarist
- 6 - Benno Kuipers, Nederlands zwemmer
- 6 - Santino Marella, Italiaans-Amerikaans professioneel worstelaar
- 6 - Serhij Rebrov, Oekraïens voetballer
- 6 - Miika Tenkula, Fins metalmuzikant (overleden 2009)
- 7 - Corina Bomann, Duits schrijfster
- 7 maart - Kedjeloba Mambo, Belgisch atleet
- 9 - Marije Cornelissen, Nederlands (euro)politica
- 10 - Cristián de la Fuente, Chileens acteur en presentator
- 11 - Marian Donner, Nederlands schrijfster en columniste
- 12 - Edgaras Jankauskas, Litouws voetballer
- 13 - Linda Bengtzing, Zweeds popzangeres
- 13 - Thomas Enqvist, Zweeds tennisser
- 13 - Judith Sargentini, Nederlands politica
- 13 - Franziska Schenk, Duits langebaanschaatsster
- 15 - Percy Montgomery, Zuid-Afrikaans rugbyspeler
- 16 - Anne Charrier, Frans actrice
- 17 - Frode Johnsen, Noors voetballer
- 18 - Arsi Harju, Fins atleet
- 18 - Sven Sauvé, Nederlands televisiebestuurder
- 18 - Ben Segers, Vlaams acteur
- 19 - Hanka Kupfernagel, Duits wielrenster
- 19 - Karen Soeters, Nederlands dierenbeschermer en bestuurder (PvdD)
- 19 - Esther Süss, Zwitsers mountainbikester
- 20 - Manuela Lutze, Duits roeister
- 22 - Jasper van Overbruggen, Nederlands acteur
- 24 - Alyson Hannigan, Amerikaans actrice
- 25 - Radek Příhoda, Tsjechisch voetbalscheidsrechter
- 26 - Marek Ujlaky, Slowaaks voetballer
- 27 - Edgardo Adinolfi, Uruguayaans voetballer
- 27 - Luca Banti, Italiaans voetbalscheidsrechter
- 27 - Marek Citko, Pools voetballer
- 27 - Gaizka Mendieta, Spaans voetballer
- 28 - Hamisi Amani-Dove, Amerikaans voetballer
- 28 - Jonas Eriksson, Zweeds voetbalscheidsrechter
- 28 - Mark King, Engels snookerspeler
- 28 - Maryline Troonen, Belgisch atlete (overleden 2014)
- 29 - Iulian Filipescu, Roemeens voetballer
- 29 - Marc Gené, Spaans autocoureur
- 29 - Waldemar Torenstra, Nederlands acteur
- 30 - Pim Berkhout, Nederlands schaatser
- 30 - Krzysztof Bociek, Pools voetballer
- 30 - Tomislav Butina, Kroatisch voetballer
- 31 - Ronald Gram, Nederlands atleet
- 31 - Jani Sievinen, Fins zwemmer

### april

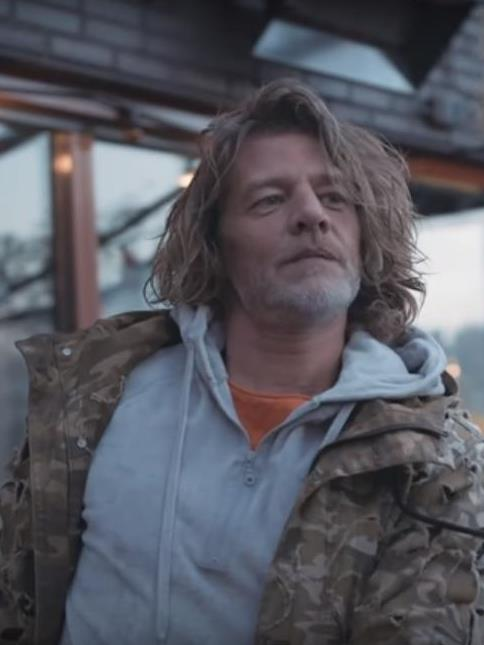
Tygo Gernandt,
geboren op 7 april

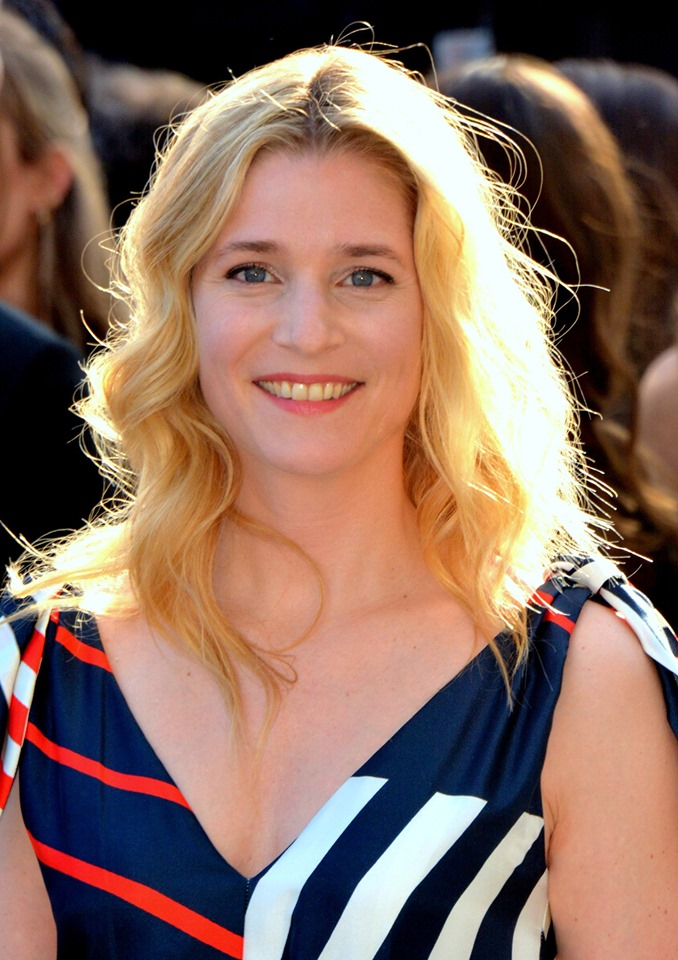
Natacha Régnier,
geboren op 11 april

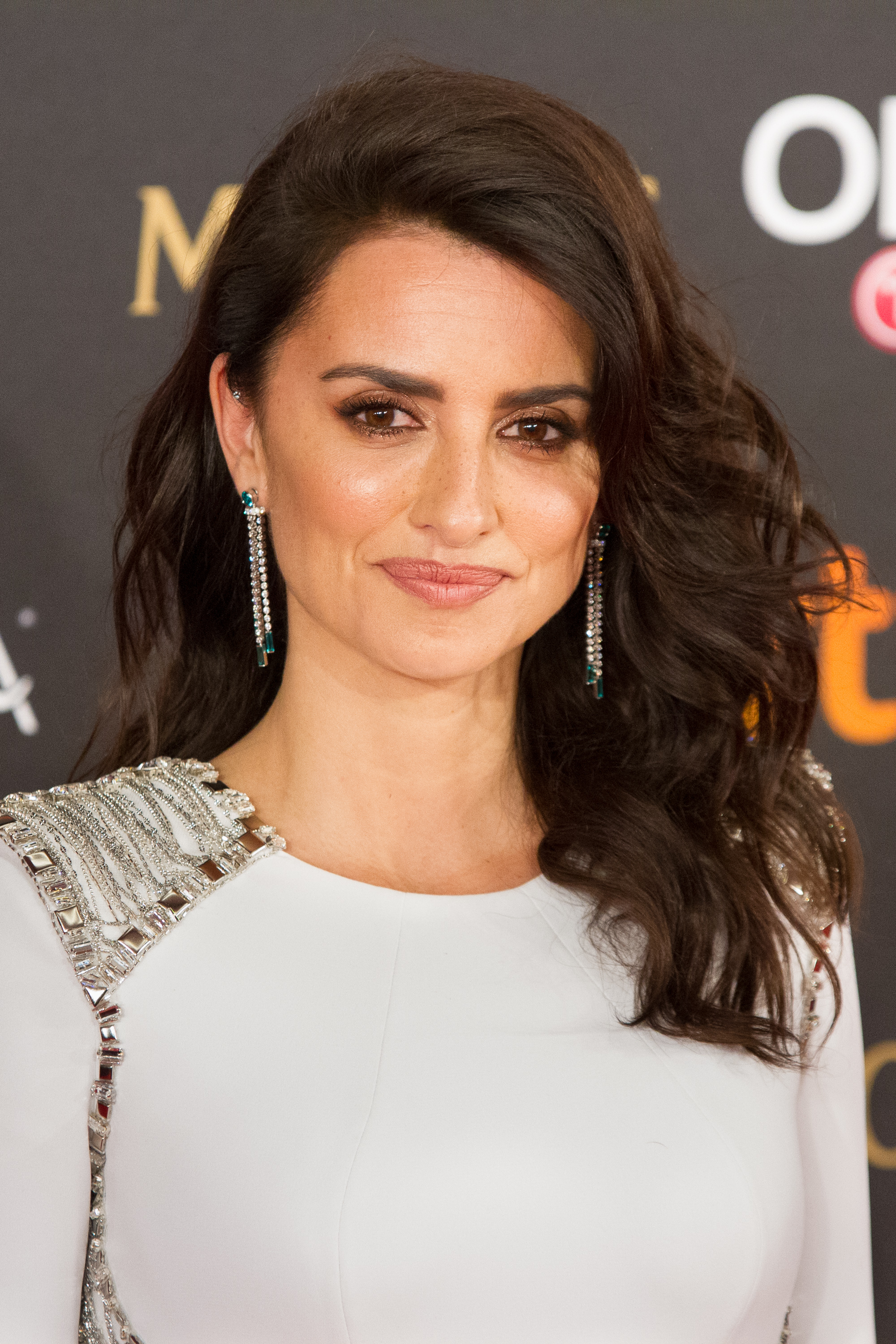
Penélope Cruz,
geboren op 28 april

- 1 - Paolo Bettini, Italiaans wielrenner
- 1 - Maria Martins, Frans atlete
- 1 - Cyril Raffaelli, Frans vechtsportkampioen en acteur
- 1 - Sandra Völker, Duits zwemster
- 4 - Driss El Himer, Marokkaans-Frans atleet
- 4 - Chris McCormack, Australisch triatleet
- 5 - Martin Müller, Duits wielrenner
- 5 - Vjatsjelav Voronin, Russisch atleet
- 6 - Robert Kovač, Kroatisch voetballer
- 6 - Joseph Rosa Merszei, Macaus autocoureur
- 6 - Krasimir Vasiliev, Bulgaars wielrenner
- 7 - Tygo Gernandt, Nederlands acteur
- 8 - Chino XL, Amerikaans rapper en acteur (overleden 2024)
- 9 - Joeri Bilonoh. Oekraïens atleet
- 9 - Jenna Jameson, Amerikaans pornoactrice
- 10 - Goce Sedloski, Macedonisch voetballer
- 11 - Àlex Corretja, Spaans tennisser
- 11 - Natacha Régnier, Belgisch actrice
- 12 - Elena Bonetti, Italiaans politica
- 12 - Belinda Emmett, Australisch actrice (overleden 2006)
- 12 - Marley Shelton, Amerikaans actrice
- 12 - Sylvinho, Braziliaans voetballer
- 13 - Lorenc Jemini, Albanees voetbalscheidsrechter
- 13 - Marta Jandová, Tsjechisch zangeres
- 13 - Ruben Östlund, Zweeds filmregisseur, scenarioschrijver en filmproducent
- 13 - Darren Turner, Brits autocoureur
- 13 - David Zdrilić, Australisch voetballer en voetbalcoach
- 14 - Els Tibau, Vlaams omroepster
- 15 - Danny Way, Amerikaans skateboarder
- 16 - Kazumi Matsuo, Japans atlete
- 16 - Sébastien Rémy, Luxemburgs voetballer
- 17 - Mikael Åkerfeldt, Zweeds zanger en gitarist
- 17 - Victoria Beckham, Brits zangeres
- 17 - Eric van der Linden, Nederlands triatleet
- 19 - Marcus Ehning, Duits ruiter
- 19 - Inge Huitzing, Nederlands paralympisch sportster
- 19 - Gerald Sibon, Nederlands voetballer
- 20 - Karl Muggeridge, Australisch motorcoureur
- 20 - Urmas Paet, Estisch politicus
- 21 - Jekaterina Grigorjeva, Russisch atlete
- 22 - Darren Moore, Engels-Jamaïcaans voetballer en voetbalcoach
- 22 - Shavarsh (Shavo) Odadjian, Armeens-Amerikaans metalbassist
- 23 - Gert van 't Hof, Nederlands sportjournalist en presentator
- 24 - Stephen Wiltshire, Engels architecturaal kunstenaar
- 26 - Hans Horrevoets, Nederlands zeezeiler en zakenman (overleden 2006)
- 26 - Louise Karlsson, Zweeds zwemster
- 26 - Greg Laswell, Amerikaans zanger, geluidstechnicus en muziekproducent
- 26 - Mariska Kramer-Postma, Nederlands triatlete, duatlete en atlete
- 26 - James Thompson, Brits autocoureur
- 28 - Penélope Cruz, Spaans actrice
- 29 - Anggun, Indonesisch rock- en popzangeres
- 30 - Christian Tamminga, Nederlands atleet

### mei

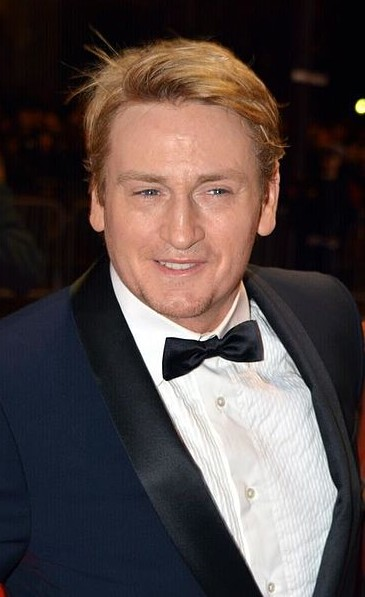
Benoît Magimel,
geboren in 1974

- 1 - Goedele Ghijsen, Belgisch schrijfster van jeugdboeken
- 1 - Lornah Kiplagat, Keniaans-Nederlands atlete
- 2 - Dodô, Braziliaans voetballer
- 3 - Barbara Wiernik, Belgische jazzzangeres en componiste
- 4 - Yukio Kagayama, Japans motorcoureur
- 4 - Alejandro Romano, Argentijns volleyballer
- 5 - Seiji Ara, Japans autocoureur
- 6 - Bernard Barmasai, Keniaans atleet
- 6 - Geoffrey Enthoven, Vlaams filmregisseur en -producent
- 6 - Ann Mercken, Belgisch atlete
- 6 - Hélder Ornelas, Portugees atleet
- 7 - Ben Bostrom, Amerikaans motorcoureur
- 7 - Lynden David Hall, Engels zanger en tekstschrijver (overleden 2006)
- 8 - Raphaël Jacquelin, Frans golfer
- 8 - Olivier Hekster, Nederlandse historicus
- 10 - Jürgen Vandewiele, Belgisch atleet
- 10 - Sylvain Wiltord, Frans voetballer
- 11 - Benoît Magimel, Frans acteur
- 14 - Matteo Tosatto, Italiaans wielrenner
- 16 - Laura Pausini, Italiaans zangeres
- 17 - Andrea Corr, Iers zangeres
- 18 - Bruno Paixão, Portugees voetbalscheidsrechter
- 20 - Stanislav Markelov, Russisch advocaat (overleden 2009)
- 21 - Fairuza Balk, Amerikaans actrice
- 21 - Margje Teeuwen, Nederlands hockeyster
- 22 - Sean Gunn, Amerikaans acteur
- 23 - Manuela Schwesig, Duits politica
- 24 - María Vento-Kabchi, Venezolaans tennisspeelster
- 25 - Lars Frölander, Zweeds zwemmer
- 26 - Barbara de Loor, Nederlands schaatsster
- 26 - Enrique Osses, Chileens voetbalscheidsrechter
- 26 - José Luis Sánchez, Argentijns voetballer (overleden 2006)
- 27 - Marjorie Taylor Greene, Amerikaans zakenvrouw en Republikeins politica
- 28 - Bjørnar Vestøl, Noors wielrenner
- 30 - Big L, Amerikaans rapper (overleden 1999)
- 30 - Nikolai Spinev, Russisch roeier
- 30 - Peter Wrolich, Oostenrijks wielrenner
- 31 - Kate Howey, Brits judoka
- 31 - Ernst van der Pasch, Nederlands cabaretier en televisiepresentator

### juni

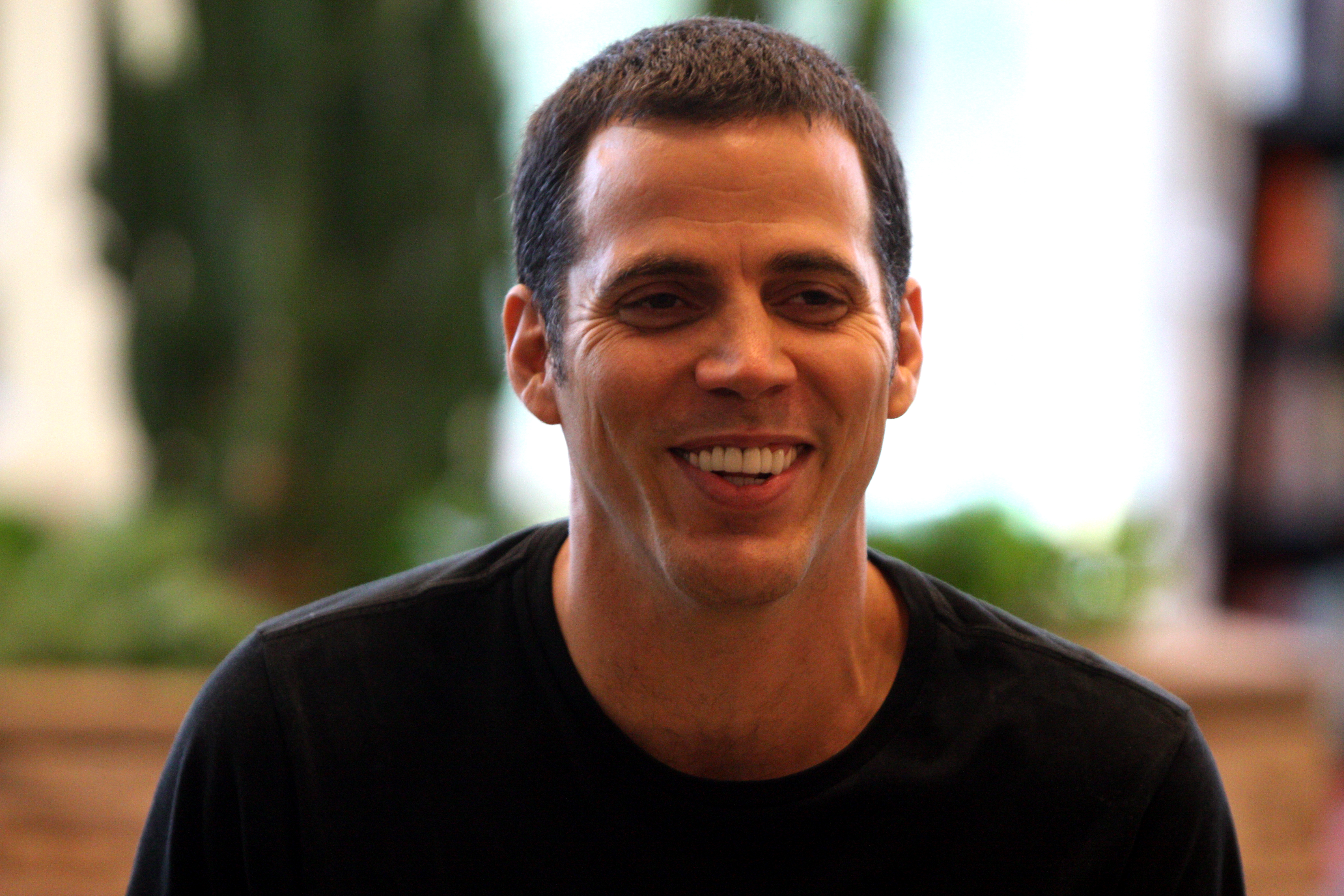
Steve-O,
geboren op 13 juni

- 1 - Alanis Morissette, Canadees zangeres
- 1 - Michael Rasmussen, Deens wielrenner
- 3 - Fred Kiprop, Keniaans atleet
- 3 - Tooske Ragas, Nederlands televisiepresentatrice
- 4 - Janette Husárová, Slowaaks tennisspeelster
- 5 - Tvrtko Kale, Kroatisch voetbaldoelman
- 7 - Mischa Blok, Nederlands radiopresentatrice
- 9 - Alexander Aeschbach, Zwitsers wielrenner
- 11 - Greg Vanney, Amerikaans voetballer en voetbaltrainer
- 12 - Lulzim Basha, Albanees minister en burgemeester van Tirana
- 12 - Jane Ekimat, Keniaans atlete
- 12 - Paolo Mazzoleni, Italiaans voetbalscheidsrechter
- 13 - Steve-O, Amerikaans stuntman
- 13 - Venelina Veneva - Bulgaars atlete
- 14 - Jeroen Kijk in de Vegte, Nederlands radio- en televisiepresentator
- 15 - Marzio Bruseghin, Italiaans wielrenner
- 16 - Chris Bart-Williams, Engels voetballer (overleden 2023)
- 16 - Hugo Logtenberg, Nederlands journalist, schrijver en televisiepresentator
- 19 - Wellington Sánchez, Ecuadoraans voetballer
- 20 - Tamás Sándor, Hongaars voetballer
- 22 - Anna Kozak, Wit-Russisch atlete
- 23 - Sinan Şamil Sam, Turks bokser (overleden 2015)
- 24 - Peter Chebet Kiprono, Keniaans atleet
- 24 - Roman Kratochvíl, Slowaaks voetballer
- 25 - Anne van Amstel, Nederlands schrijfster en dichteres
- 27 - Tesfaye Eticha, Ethiopisch/Zwitsers atleet
- 27 - Christian Kane, Amerikaans acteur
- 27 - Wim Soutaer, Vlaams zanger
- 28 - Siphiwo Ntshebe, Zuid-Afrikaans tenor (overleden 2010)
- 28 - Manolo Poulot, Cubaans judoka
- 28 - Tamara Seur, Nederlands verslaggeefster en tv-presentatrice
- 30 - Barbara Barend, Nederlands televisiepresentatrice
- 30 - Juli Zeh, Duits schrijfster

### juli

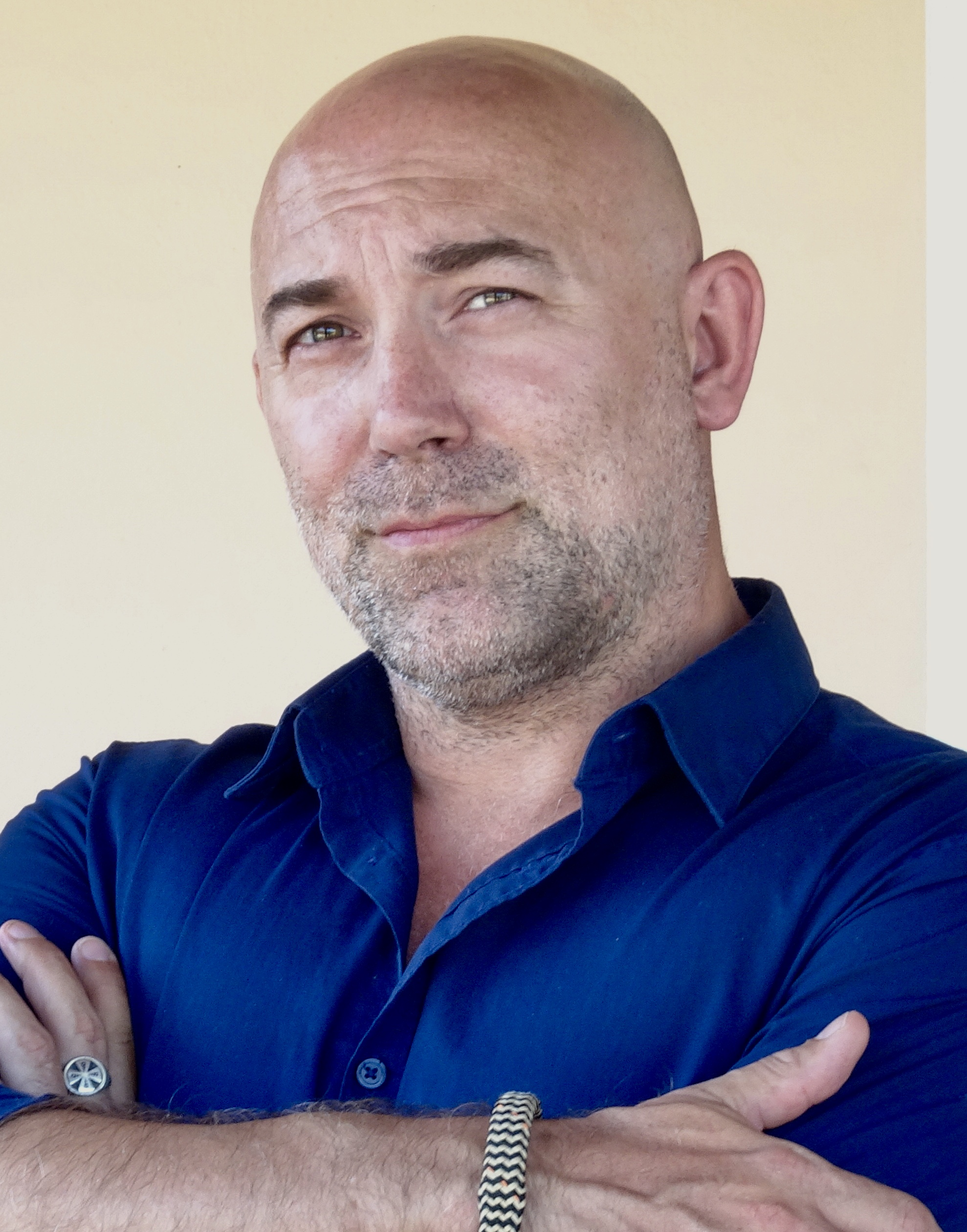
Loek Peters,
geboren op 3 juli

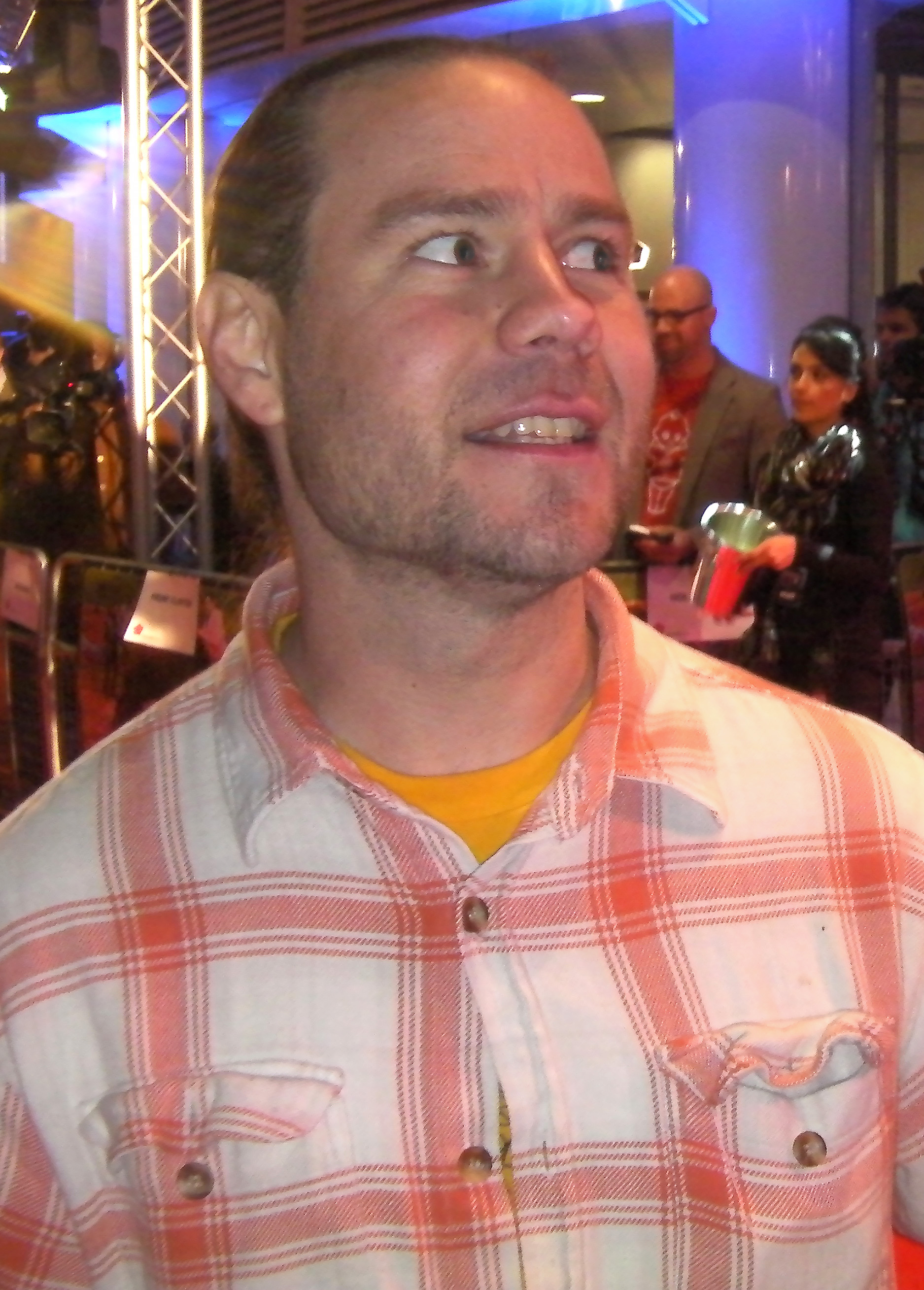
Chris Pontius,
geboren op 16 juli

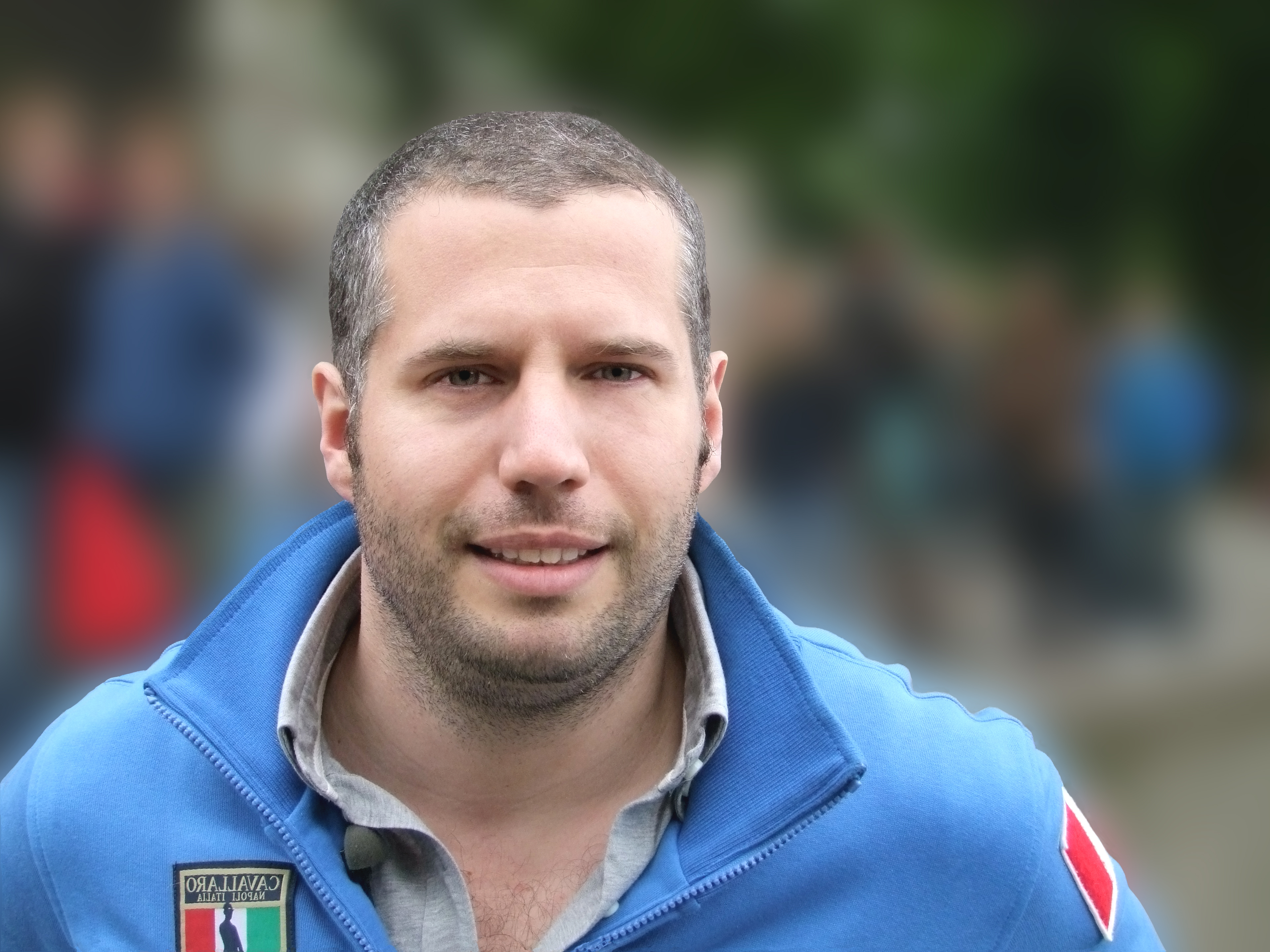
Tijl Beckand,
geboren op 30 juli

- 1 - Jefferson Pérez, Ecuadoraans atleet
- 2 - Joyce De Troch, Vlaams zangeres en presentatrice
- 3 - Loek Peters, Nederlands acteur
- 4 - Jill Craybas, Amerikaans tennisspeelster
- 4 - Denis Pankratov, Russisch zwemmer
- 4 - Takeshi Tsujimura, Japans motorcoureur
- 5 - Márcio Amoroso, Braziliaans voetballer
- 5 - Rutger Groot Wassink, Nederlands politicus (SP)
- 5 - Roberto Locatelli, Italiaans motorcoureur
- 6 - Zé Roberto, Braziliaans voetballer
- 7 - Sharon Laws, Brits wielrenster (overleden 2017)
- 7 - Marián Zeman, Slowaaks voetballer
- 8 - Elvir Baljić, Bosnisch voetballer
- 8 - Renate Schutte, Nederlands presentatrice en fotomodel
- 9 - Dimitri Serdjoek, Oekraïens-Nederlands bokser
- 10 - Andrea Nuyt, Nederlands schaatsster
- 10 - Víctor Hugo Peña, Colombiaans wielrenner
- 11 - Hermann Hreiðarsson, IJslands voetballer
- 11 - Lil' Kim, Amerikaans rapster, model, songwriter en actrice
- 11 - André Ooijer, Nederlands voetballer
- 12 - Sharon den Adel, Nederlands zangeres (Within Temptation)
- 12 - Mariano Baracetti, Argentijns beachvolleyballer
- 13 - Jarno Trulli, Italiaans autocoureur
- 16 - Mahesh Bhupathi, Indiaas tennisser
- 16 - Massimo Marazzina, Italiaanse voetballer
- 16 - Chris Pontius, Amerikaans stuntman en acteur
- 17 - Tsead Bruinja, Nederlands (ook Friestalig) dichter
- 17 - Sven De Ridder, Vlaams acteur
- 17 - Tonny de Jong, Nederlands schaatsster
- 17 - Claudio López, Argentijns voetballer
- 18 - Joeri Petrov, Oekraïens voetballer (overleden 2023)
- 19 - Francisco Copado, Duits-Spaans voetballer
- 19 - Roland Green, Canadees mountainbiker
- 19 - Marco Roelofs, Nederlands zanger
- 20 - Simon Rex, Amerikaans acteur
- 20 - Mohammed Abdelhak Zakaria, Bahreins atleet
- 21 - Maureen du Toit, Nederlands televisiepresentatrice
- 22 - Ian James, Brits-Amerikaans autocoureur
- 23 - Jan Joost van Gangelen, Nederlands sportverslaggever en televisiepresentator
- 23 - Maurice Greene, Amerikaans atleet
- 24 - Pedro Arreitunandia, Spaans wielrenner
- 26 - Daniel Negreanu, Canadees pokerspeler
- 27 - Christian Kane, Amerikaans acteur
- 27 - Alex Malinga, Oegandees atleet
- 27 - Jorge Quinteros, Argentijns voetballer
- 28 -  Afroman (= Joseph Foreman), Amerikaans rapper
- 28 - Natasja Bennink, Nederlands beeldhouwer
- 28 - Alexis Tsipras, Grieks politicus; in 2015-2019 2x premier
- 29 - Robin Korving, Nederlands atleet
- 29 - Brenda Starink, Nederlands zwemster
- 30 - Tijl Beckand, Nederlands cabaretier en tv-presentator
- 30 - Hilary Swank, Amerikaans actrice
- 31 - Emilia Fox, Brits actrice

### augustus

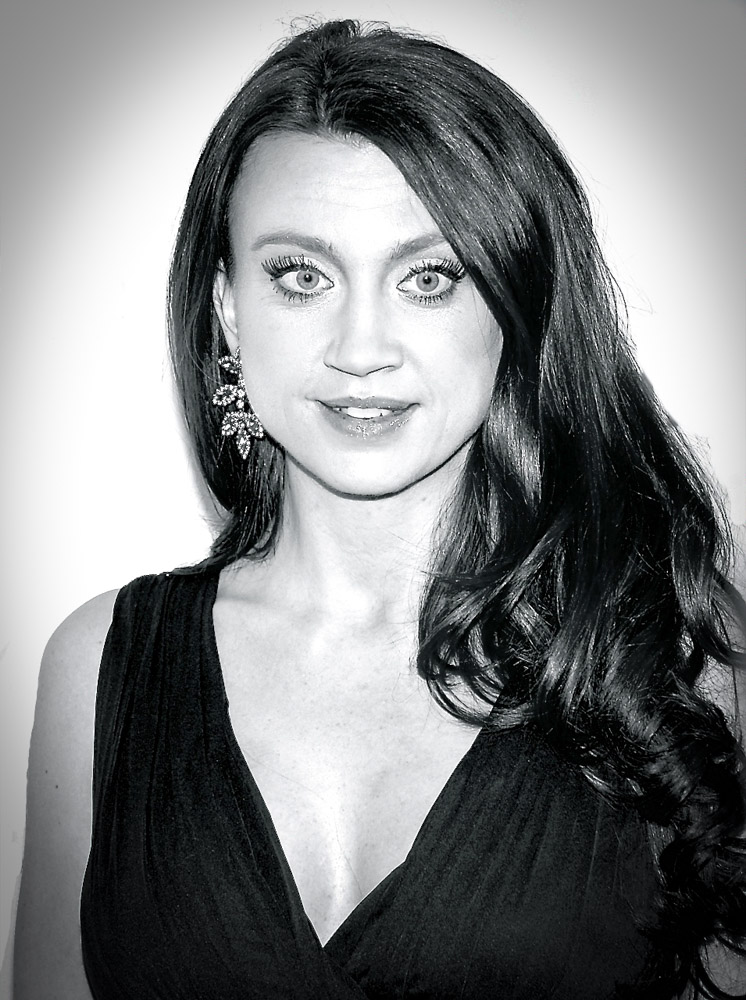
Camilla Läckberg,
geboren op 30 augustus

- 1 - Marek Galiński, Pools wielrenner (overleden 2014)
- 2 - Kenneth Cheruiyot, Keniaans atleet
- 2 - Willy Cheruiyot, Keniaans atleet
- 4 - Kily González, Argentijns voetballer
- 5 - Guilherme Alves, Braziliaans voetballer en trainer
- 5 - Bruce Horak, Canadees acteur
- 7 - João Capela, Portugees voetbalscheidsrechter
- 7 - Michael Shannon, Amerikaans acteur
- 9 - Dillianne van den Boogaard, Nederlands hockeyster
- 9 - Herman van der Zandt, Nederlands journalist en nieuwslezer
- 11 - Tamara van Ark, Nederlands politica
- 11 - Jussi Nuorela, Fins voetballer
- 12 - Joel Brutus, Haïtiaans judoka
- 13 - Joe Perry, Engels snookerspeler
- 13 - Michael Skelde, Deens wielrenner
- 14 - Maria Konovalova, Russisch atlete
- 16 - Didier Cuche, Zwitsers alpineskiër
- 16 - Krisztina Egerszegi, Hongaars zwemster en olympisch kampioene
- 16 - Iván Hurtado, Ecuadoraans voetballer
- 16 - Tomasz Frankowski, Pools voetballer
- 16 - Jente Posthuma, Nederlands schrijfster
- 17 - Niclas Jensen, Deens voetballer
- 17 - Marie-Isabelle Lomba, Belgisch judoka
- 17 - Elio Marchetti, Italiaans autocoureur
- 17 - Iepe Rubingh, Nederlands kunstenaar (overleden 2020)
- 18 - Nicole Krauss, Amerikaans schrijfster
- 19 - Marcel Christophe, Luxemburgs voetballer
- 19 - Sabrina De Leeuw, Belgisch atlete
- 20 - Misha Collins, Amerikaans acteur en scenarioschrijver
- 20 - Deborah Gravenstijn, Nederlands judoka
- 20 - Adam Korol, Pools roeier
- 21 - Pavel Bugalo, Oezbeeks voetballer
- 22 - Luis Diego López, Uruguayaans voetballer en voetbaltrainer
- 23 - Benjamin Limo, Keniaans atleet
- 24 - Órla Fallon, Ierse zangeres en harpiste
- 25 - Mark Geiger, Amerikaans voetbalscheidsrechter
- 28 - Oliver Glasner, Oostenrijks voetbalcoach en voetballer
- 28 - Tyree Washington, Amerikaans atleet
- 29 - Nicola Amoruso, Italiaans voetballer
- 29 - Denis Caniza, Paraguayaans voetballer
- 29 - Kenneth Pérez, Deens voetballer
- 29 - Anouk Smulders, Nederlands fotomodel
- 30 - Sandra 't Hart, Nederlands langebaanschaatsster
- 30 - Camilla Läckberg, Zweeds schrijfster van misdaadromans
- 30 - Javier Otxoa, Spaans wielrenner (overleden 2018)
- 31 - Teruyoshi Ito, Japans voetballer
- 31 - Andrej Medvedev, Russisch tennisser
- 31 - Sergio Volpi, Italiaans voetballer
- 31 - Andrejus Zadneprovskis, Litouws moderne vijfkamper

### september

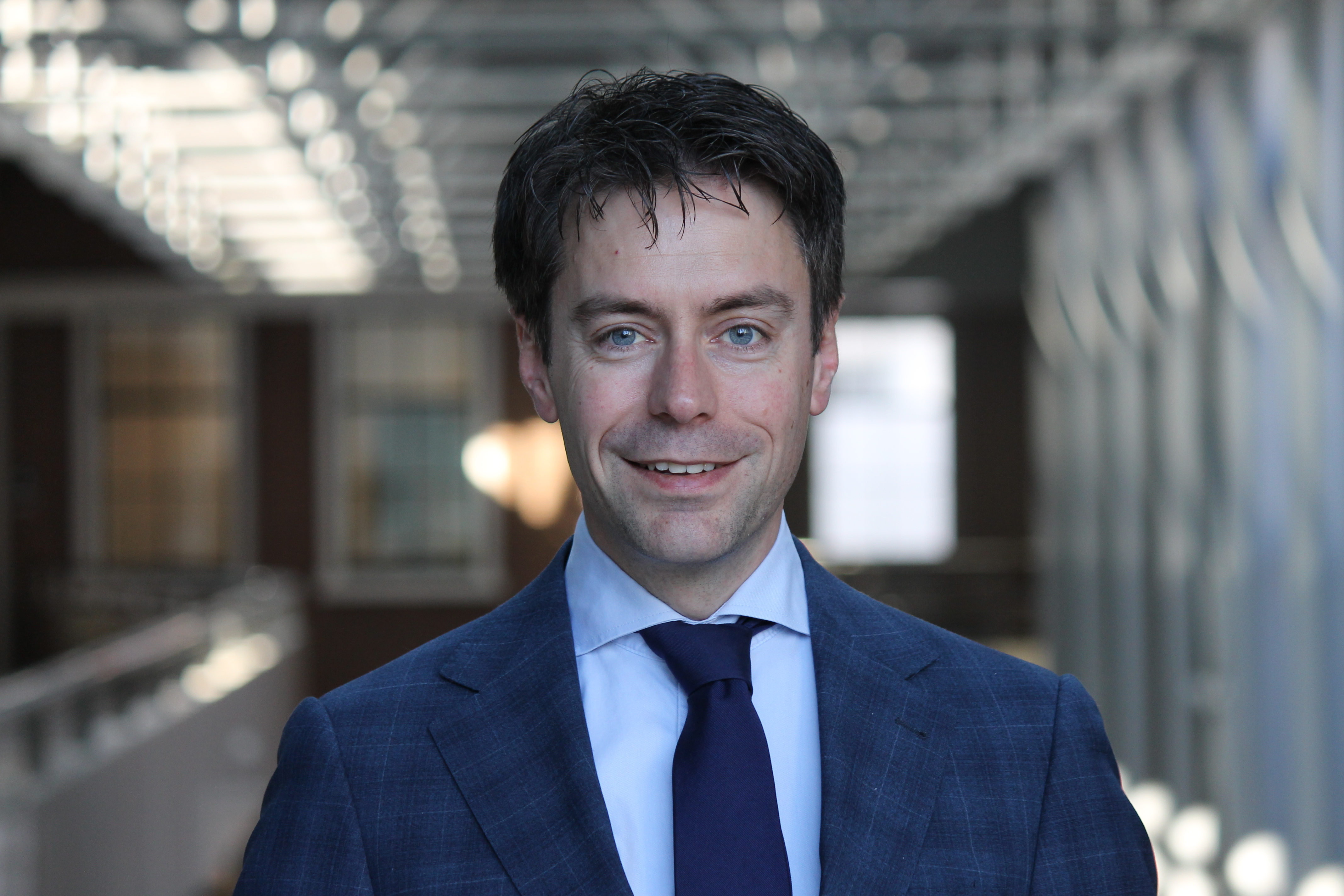
Chris Stoffer,
geboren op 19 september

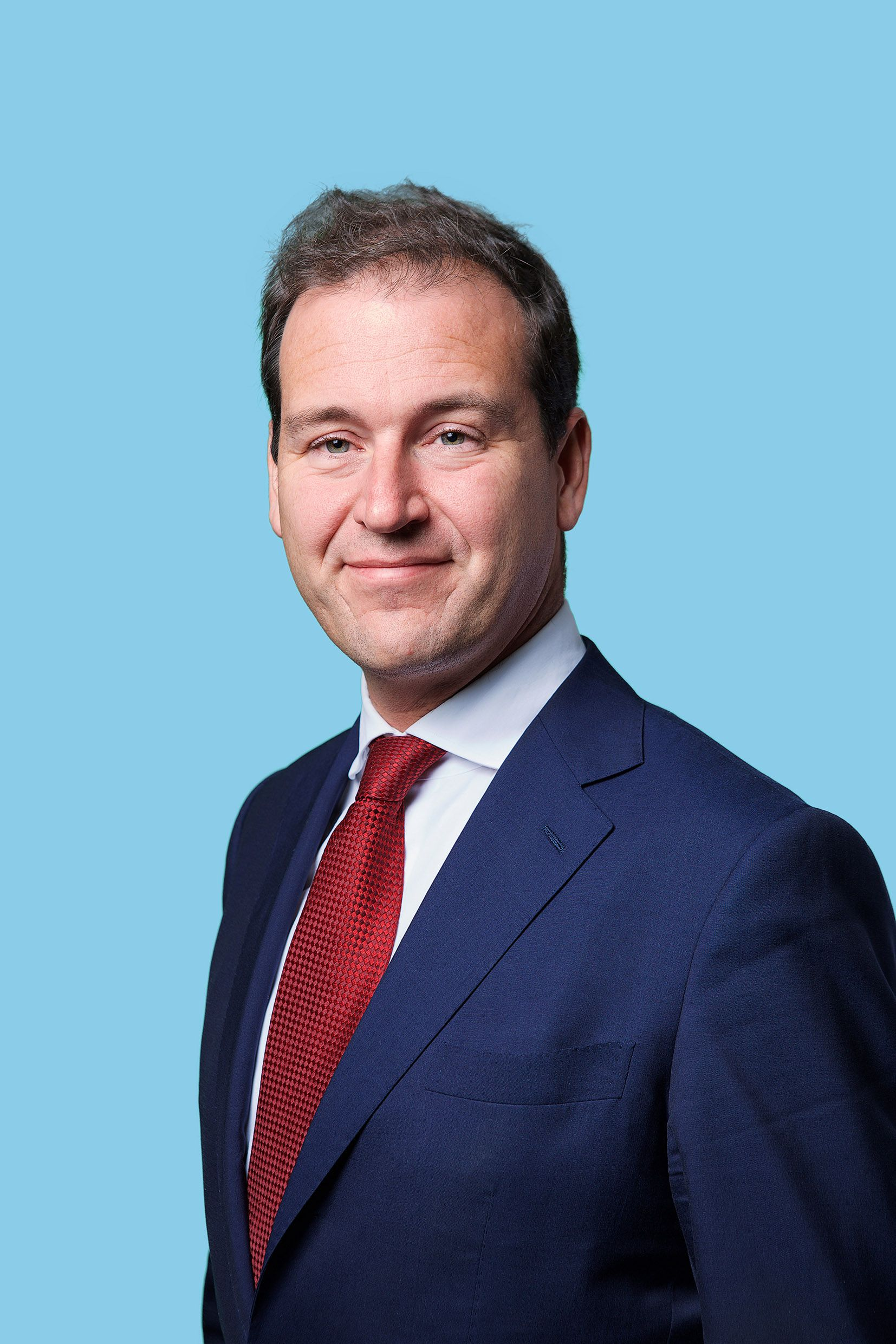
Lodewijk Asscher,
geboren op 27 september

- 1 - Rob Derks, Nederlands striptekenaar en illustrator
- 1 - Burn Gorman, Brits acteur
- 2 - Gijsbregt Brouwer, Nederlands langlaufer
- 3 - Didier André, Frans autocoureur
- 3 - Martine C. de Vries, Nederlandse kinderarts, hoogleraar en academisch docent
- 4 - Alex Roy, Engels darter
- 5 - Ivo Ulich, Tsjechisch voetballer
- 6 - Tim Henman, Brits tennisser
- 6 - Silvia Kruijer, Nederlands atlete
- 6 - Nina Persson, Zweeds singer-songwriter (The Cardigans)
- 7 - Mario Frick, Liechtensteins voetballer
- 7 - Stéphane Henchoz, Zwitsers voetballer
- 7 - Mourad Mghizrat, Nederlands voetballer
- 8 - Yaw Preko, Ghanees voetballer
- 9 - Mathias Färm, Zweeds gitarist
- 9 - Leah O'Brien, Amerikaans softbalster
- 10 - Serena Amato, Argentijns zeilster
- 10 - Mirko Filipović, Kroatisch kickbokser en MMA-vechter
- 10 - Stefano Perugini, Italiaans motorcoureur
- 10 - Gábor Zavadszky, Hongaars voetballer (overleden 2006)
- 11 - Angela Brouwers, Nederlands zangeres
- 12 - Emebet Abossa, Ethiopisch atlete
- 12 - Guy Smith, Brits autocoureur
- 13 - Patrick Delsemme, Belgisch snookerspeler (overleden 2022)
- 14 - Patrick van Balkom, Nederlands atleet
- 14 - Sebastjan Cimirotič, Sloveens voetballer
- 14 - Hicham El Guerrouj, Marokkaans atleet
- 14 - Fleur van der Kieft, Nederlands actrice
- 14 - Sunday Oliseh, Nigeriaans voetballer en voetbaltrainer
- 14 - Vrouwkje Tuinman, Nederlands journaliste, dichteres en schrijfster
- 15 - Saskia Bosch, Nederlands trampolinespringster
- 15 - Rogier Smit, Nederlands presentator
- 15 - Krista van Velzen, Nederlands politica
- 15 - Murat Yakin, Zwitsers voetballer en voetbalcoach
- 16 - Ilona Gusenbauer, Oostenrijkse atlete
- 16 - Femke Lakerveld, Nederlands filmactrice
- 16 - Lorenzo Manta, Zwitsers tennisser
- 18 - Sol Campbell, Engels voetballer
- 18 - Segun Toriola, Nigeriaans tafeltennisser
- 18 - Xzibit, Amerikaans hiphopartiest, acteur en tv-persoonlijkheid
- 18 - Sophie de Lint, Nederlands directeur van DNO
- 19 - Chris Stoffer, Nederlands politicus (SGP)
- 19 - Juan Velarde, Spaans piloot
- 20 - Hanya Yanagihara, Amerikaans schrijfster
- 21 - Jérôme Efong Nzolo, Belgisch voetbalscheidsrechter
- 22 - Daniel Atienza, Spaans wielrenner
- 22 - Mika Kottila, Fins voetballer
- 22 - Bob Sapp, Amerikaans vechtsporter
- 22 - Aliecer Urrutia, Cubaans atleet
- 24 - Jeroen Heubach, Nederlands voetballer
- 26 - Gary Hall jr., Amerikaans zwemmer
- 26 - Freddie Jacobson, Zweeds golfer
- 27 - Lodewijk Asscher, Nederlands politicus en bestuurder
- 28 - Joonas Kolkka, Fins voetballer
- 28 - Raymond van Meenen, Nederlands voetbalscheidsrechter
- 30 - Tycho van Meer, Nederlands hockeyer

### oktober

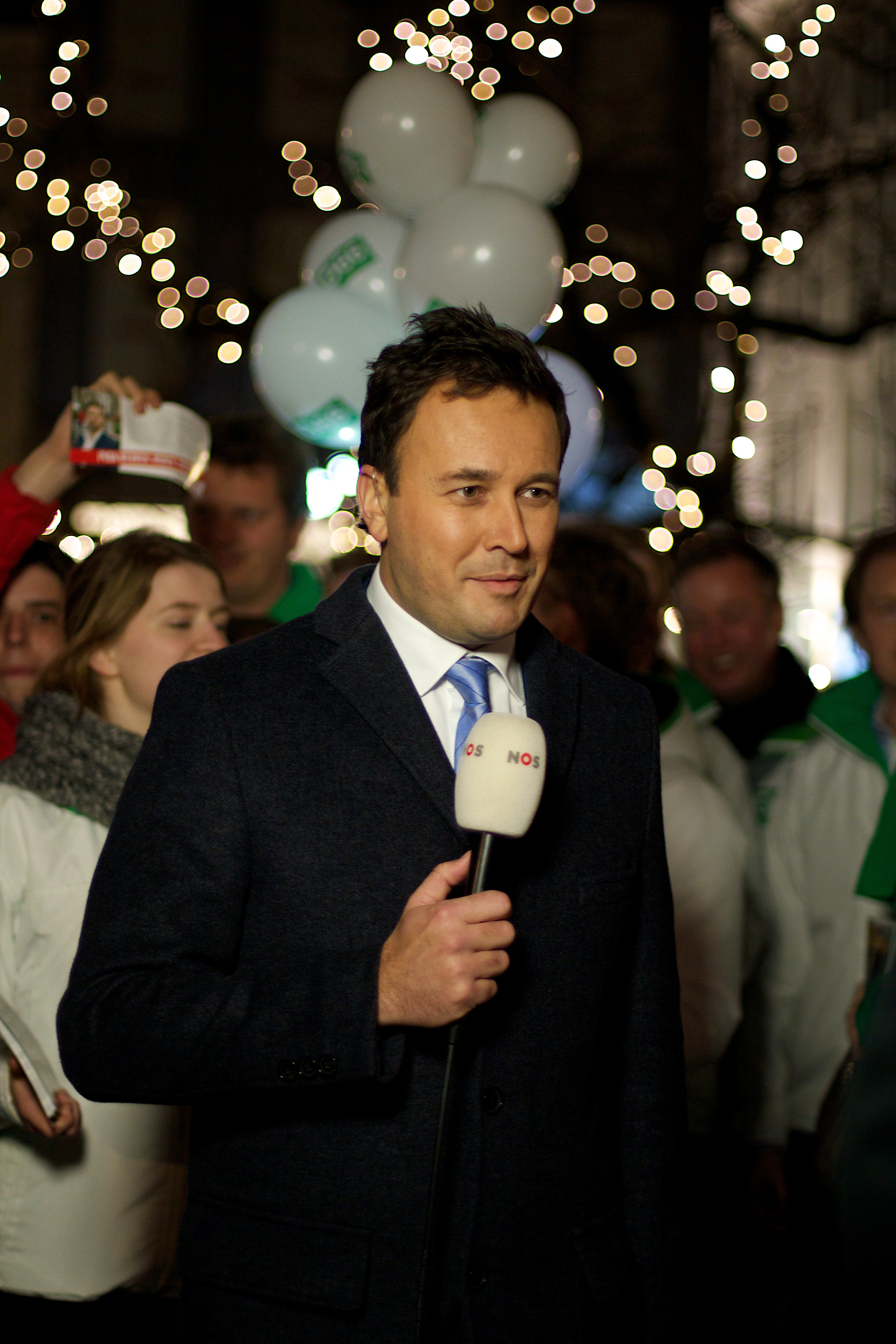
Xander van der Wulp,
geboren op 11 oktober

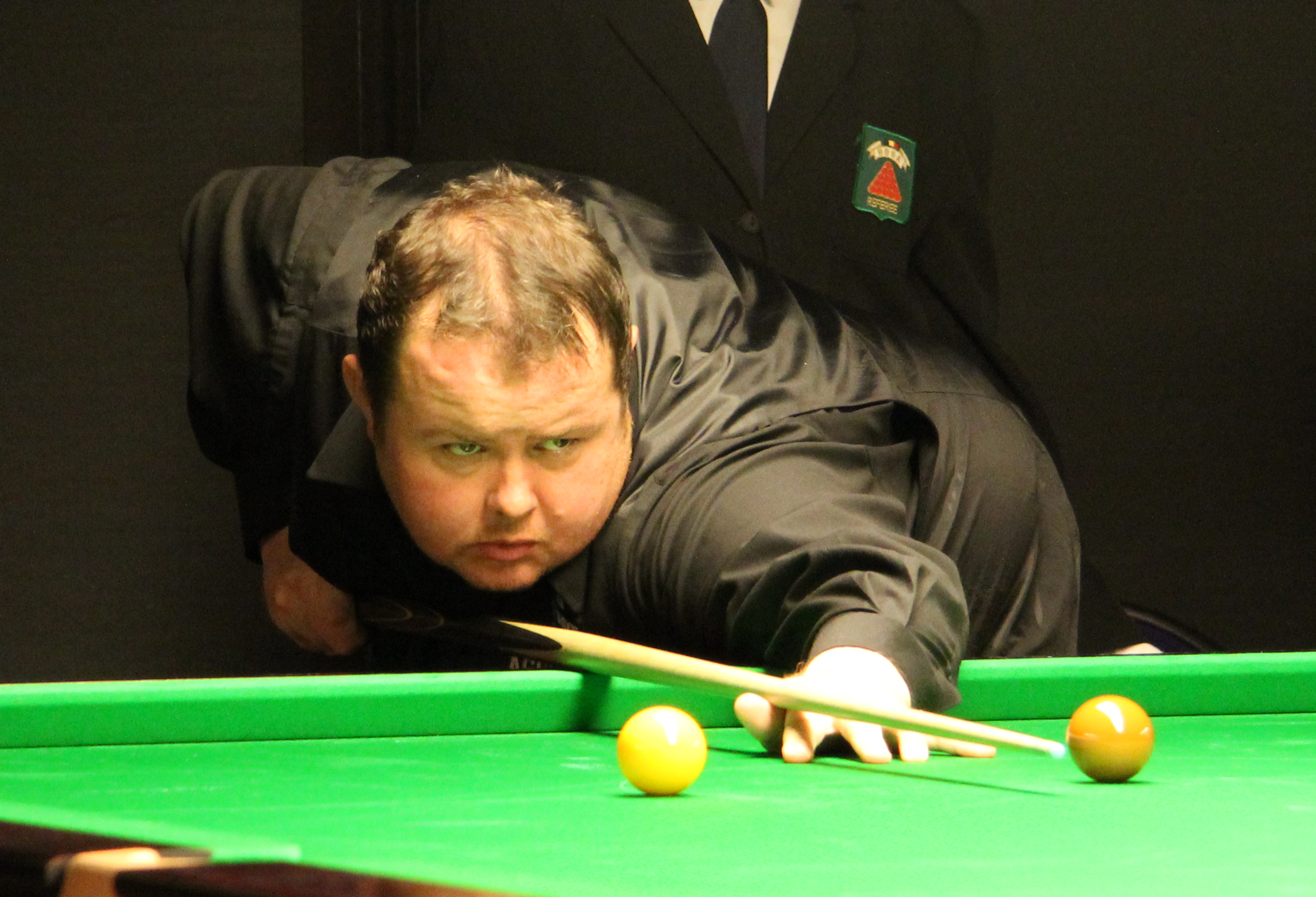
Stephen Lee,
geboren op 12 oktober

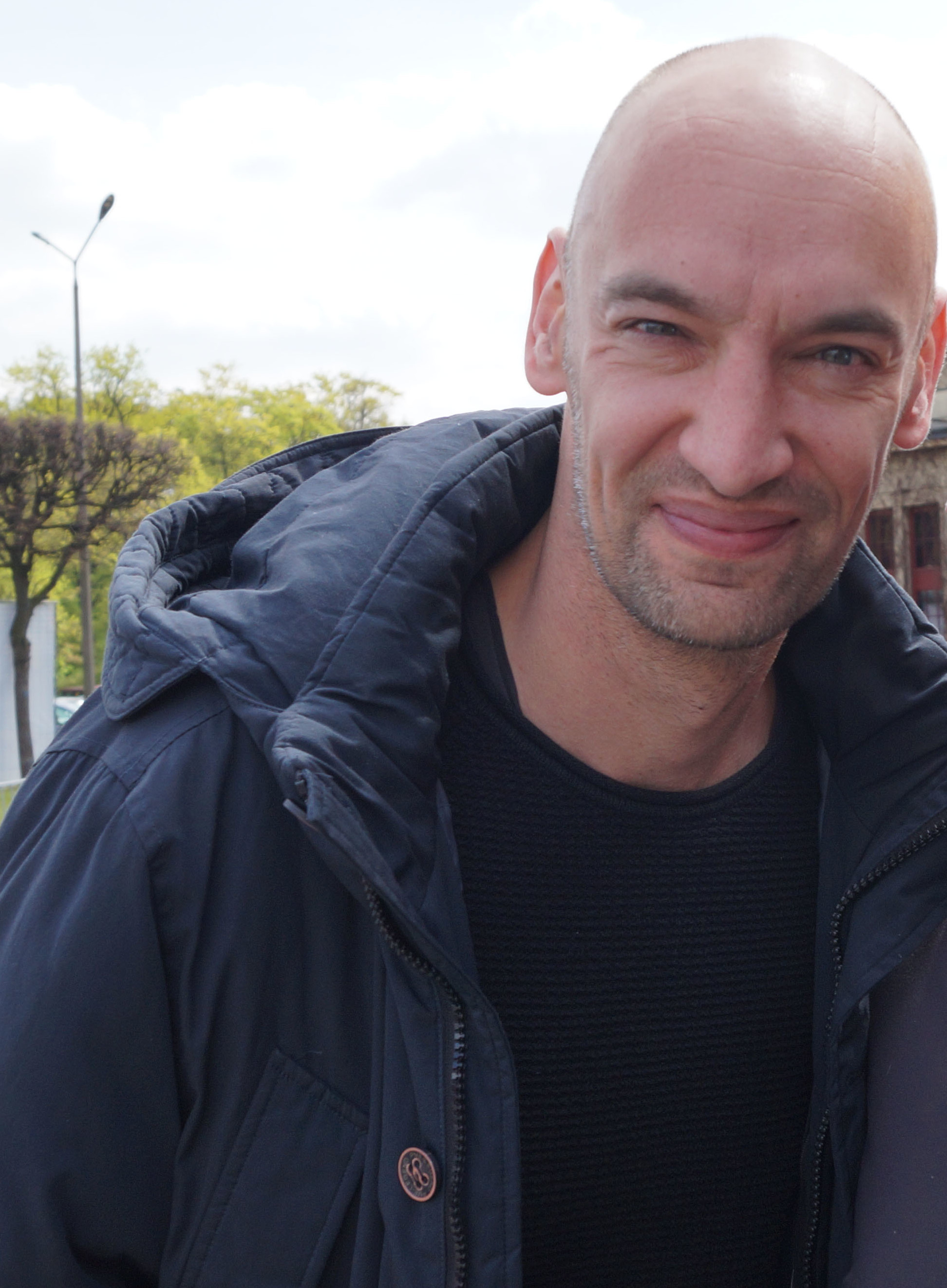
Jeroen van Veen,
geboren op 26 oktober

- 1 - Aleksandr Averboech, Russisch/Israëlisch atleet
- 1 - Khalid Boudou, Marokkaans-Nederlands schrijver
- 1 - Maria Teresa Pulido, Spaans atlete
- 3 - Marianne Timmer, Nederlands schaatsster
- 4 - Jonny Clayton, Welsh darter
- 4 - Paco León, Spaans acteur
- 5 - Geoffrey Claeys, Belgisch voetballer
- 5 - Marshall Lancaster, Brits acteur
- 5 - Jeff Strasser, Luxemburgs voetballer
- 6 - Josefine van Asdonk, Nederlands actrice
- 6 - Hoàng Xuân Vinh, Vietnamees schutter
- 6 - Aki Parviainen, Fins atleet
- 6 - Fernando Scherer, Braziliaans zwemmer
- 7 - Matijn Nijhuis, Nederlands journalist en nieuwslezer
- 8 - Koji Murofushi, Japans kogelslingeraar
- 9 - Samir Louahla, Algerijns atleet
- 10 - M.J. Arlidge, Engels schrijver
- 10 - Julio Ricardo Cruz, Argentijns voetballer
- 11 - Jamie Thomas, Amerikaans skateboarder
- 11 - Xander van der Wulp, Nederlands politiek tv-journalist
- 12 - Nur B. Ali, Pakistaans autocoureur
- 12 - Stephen Lee, Engels snookerspeler
- 13 - Fabio Fabiani, Italiaans autocoureur
- 14 - Viktor Röthlin, Zwitsers atleet
- 16 - Ockje Tellegen, Nederlands parlementariër
- 16 - Ronny Venema, Nederlands voetballer
- 17 - Sevatheda Fynes, Bahamaans sprintster
- 17 - Ján Krošlák, Slowaaks tennisser
- 18 - Paul Palmer, Brits zwemmer
- 19 - Tesfaye Tola, Ethiopisch atleet
- 19 - João Varela, Kaapverdisch-Nederlands politicus
- 20 - Daniel Stålhammar, Zweeds voetbalscheidsrechter
- 20 - Mustafa Stitou, Marokkaans-Nederlands  dichter
- 21 - Oleksandr Koezin, Oekraïens atleet
- 21 - Jakob van Wielink, Nederlands schrijver en leiderschapscoach
- 22 - Johnson Huang, Taiwanees autocoureur
- 22 - Lasse Karjalainen, Fins voetballer
- 23 - Beatrice Faumuina, Nieuw-Zeelands atlete
- 23 - Sander Westerveld, Nederlands voetbaldoelman
- 24 - Gábor Babos, Hongaars voetbaldoelman
- 24 - Roberto García, Mexicaans voetbalscheidsrechter
- 24 - Roemjana de Haan, Nederlands danseres
- 24 - Melanie Kraus, Duits atlete
- 24 - Peter Rogers, Australisch wielrenner
- 25 - Agustín Julio, Colombiaans voetballer
- 25 - Gil Semedo, Kaapverdisch zanger
- 26 - Marcus Ljungqvist, Zweeds wielrenner
- 26 - Jeroen van Veen, Nederlands basgitarist (Within Temptation)
- 26 - Renske Vellinga, Nederlands schaatsster (overleden 1994)
- 28 - Karen Damen, Belgisch zangeres
- 28 - David Foenkinos, Frans (scenario)schrijver en regisseur
- 28 - Kenji Kikawada, Japans voetballer
- 28 - Joaquin Phoenix, Amerikaans acteur
- 29 - Oliver Kovačević, Servisch voetbaldoelman
- 30 - Stipe Erceg, Kroatisch acteur
- 31 - Rob Cordemans, Nederlands honkballer

### november

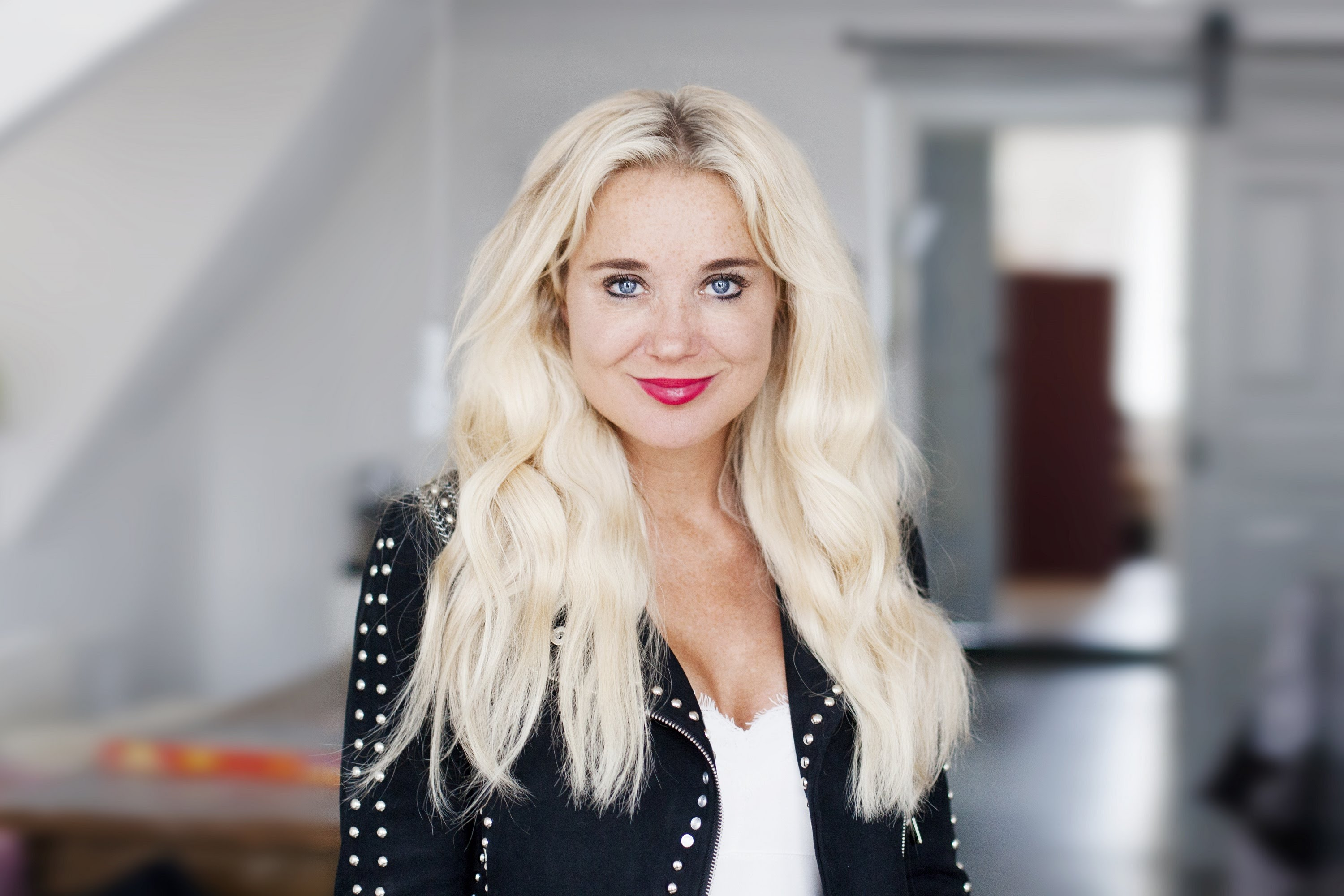
Sonja Bakker,
geboren op 3 november

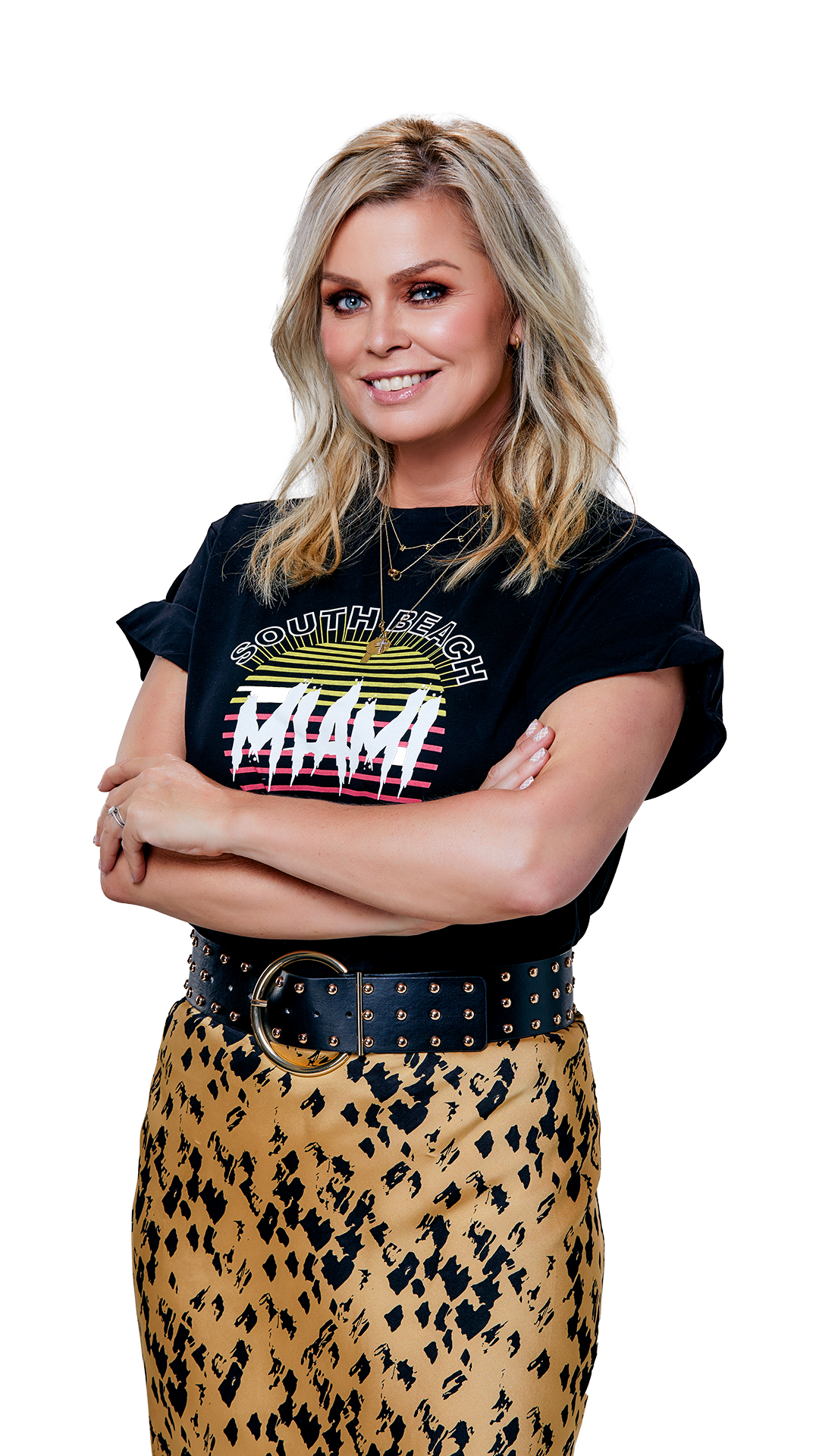
Bridget Maasland,
geboren op 9 november

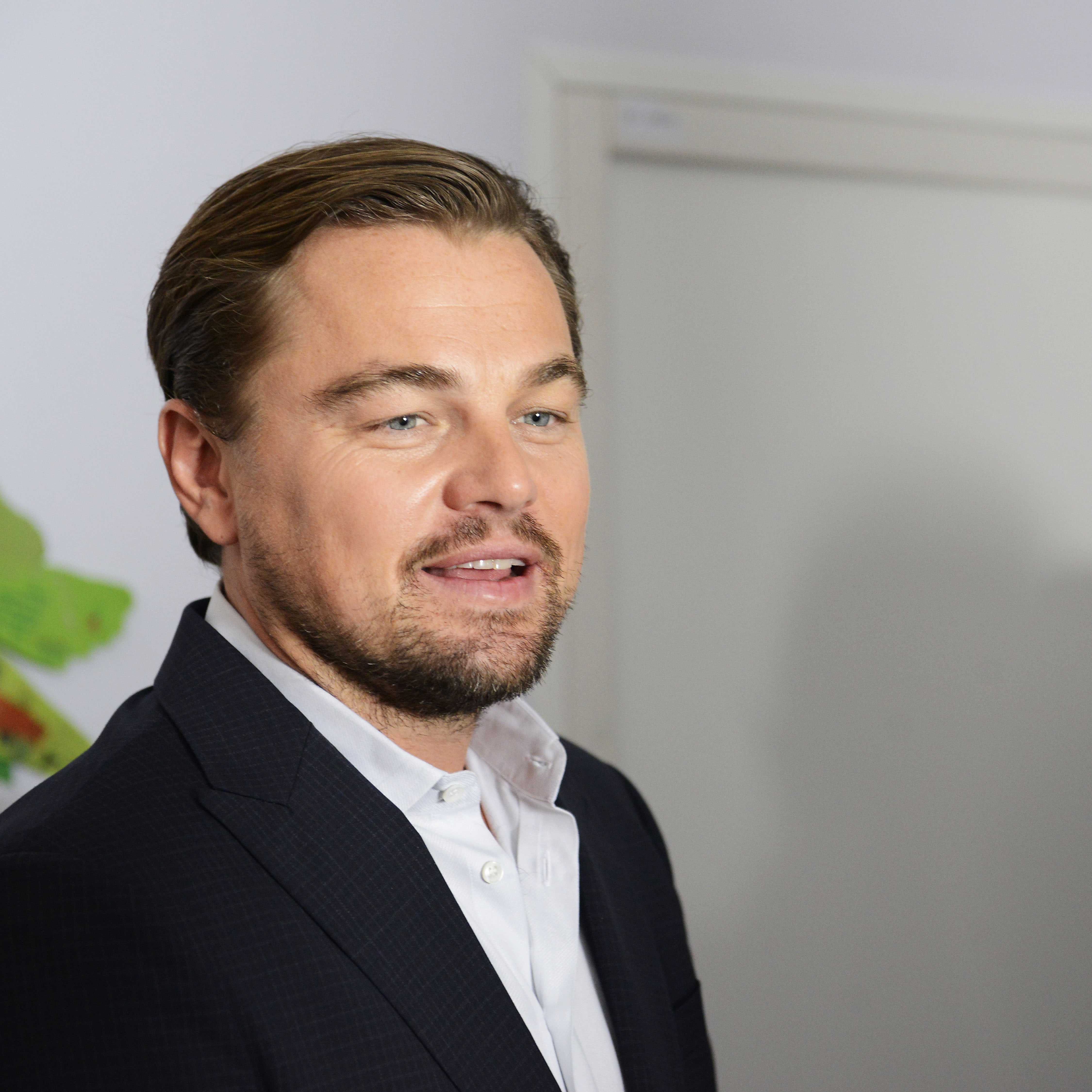
Leonardo DiCaprio,
geboren op 11 november

- 1 - Kamilla Senjo, Duits tv-presentatrice, radio- en tv-journaliste
- 2 - Nelly (= Cornell Haynes), Amerikaans rapper
- 3 - Sonja Bakker, Nederlands gewichtsconsulente
- 4 - Cedric Bixler Zavala, Amerikaans muzikant
- 4 - Gastón Etlis, Argentijns tennisser
- 4 - Jérôme Leroy, Frans voetballer
- 4 - Louise Redknapp, Engels zangeres
- 5 - Dado Pršo, Kroatisch voetballer
- 6 - Zoe McLellan, Amerikaans actrice
- 6 - Kamil Susko, Slowaaks voetballer
- 6 - Frank Vandenbroucke, Belgisch wielrenner (overleden 2009)
- 7 - Brigitte Foster-Hylton, Jamaicaans atlete
- 8 - Annette Barlo, Nederlands actrice en televisiepresentatrice
- 8 - Penelope Heyns, Zuid-Afrikaans zwemster
- 9 - Alessandro Del Piero, Italiaans voetballer
- 9 - Sven Hannawald, Duits schansspringer
- 9 - Frederik Hviid, Spaans zwemmer
- 9 - Bridget Maasland, Nederlands televisiepresentatrice
- 9 - Maki Tabata, Japans langebaanschaatsster
- 11 - Leonardo DiCaprio, Amerikaans acteur
- 12 - Joukje Akveld, Nederlands schrijfster en journaliste
- 13 - Roland Melis, Nederlands triatleet
- 13 - Indrek Zelinski, Estisch voetballer en voetbaltrainer
- 13 - Floortje Zwigtman, Nederlands kinderboekenschrijfster
- 14 - Arno Havenga, Nederlands waterpolospeler en waterpolocoach
- 14 - Jenita Hulzebosch-Smit, Nederlands schaatsster
- 15 - Jerónimo Badaraco, Macaus autocoureur
- 15 - Sérgio Conceição, Portugees voetballer
- 16 - Maurizio Margaglio, Italiaans kunstschaatser
- 17 - Eunice Barber, Sierra Leoons/Frans atlete
- 17 - Berto Romero, Spaans humorist
- 19 - Sandro Ricci, Braziliaans voetbalscheidsrechter
- 19 - Willemijn Veenhoven, Nederlands radio- en tv-presentatrice
- 20 - Drew Ginn, Australisch roeier
- 21 - Joost Marsman, Nederlands zanger, tekstschrijver en multi-instrumentalist
- 22 - David Pelletier, Canadees kunstschaatser
- 22 - Mark Steinle, Brits atleet
- 23 - Saku Koivu, Fins ijshockeyer
- 23 - Nathan O'Neill, Australisch wielrenner
- 24 - Etienne Shew-Atjon, Nederlands voetballer
- 26 - Roman Šebrle, Tsjechisch atleet
- 29 - Cyril Dessel, Frans wielrenner

### december

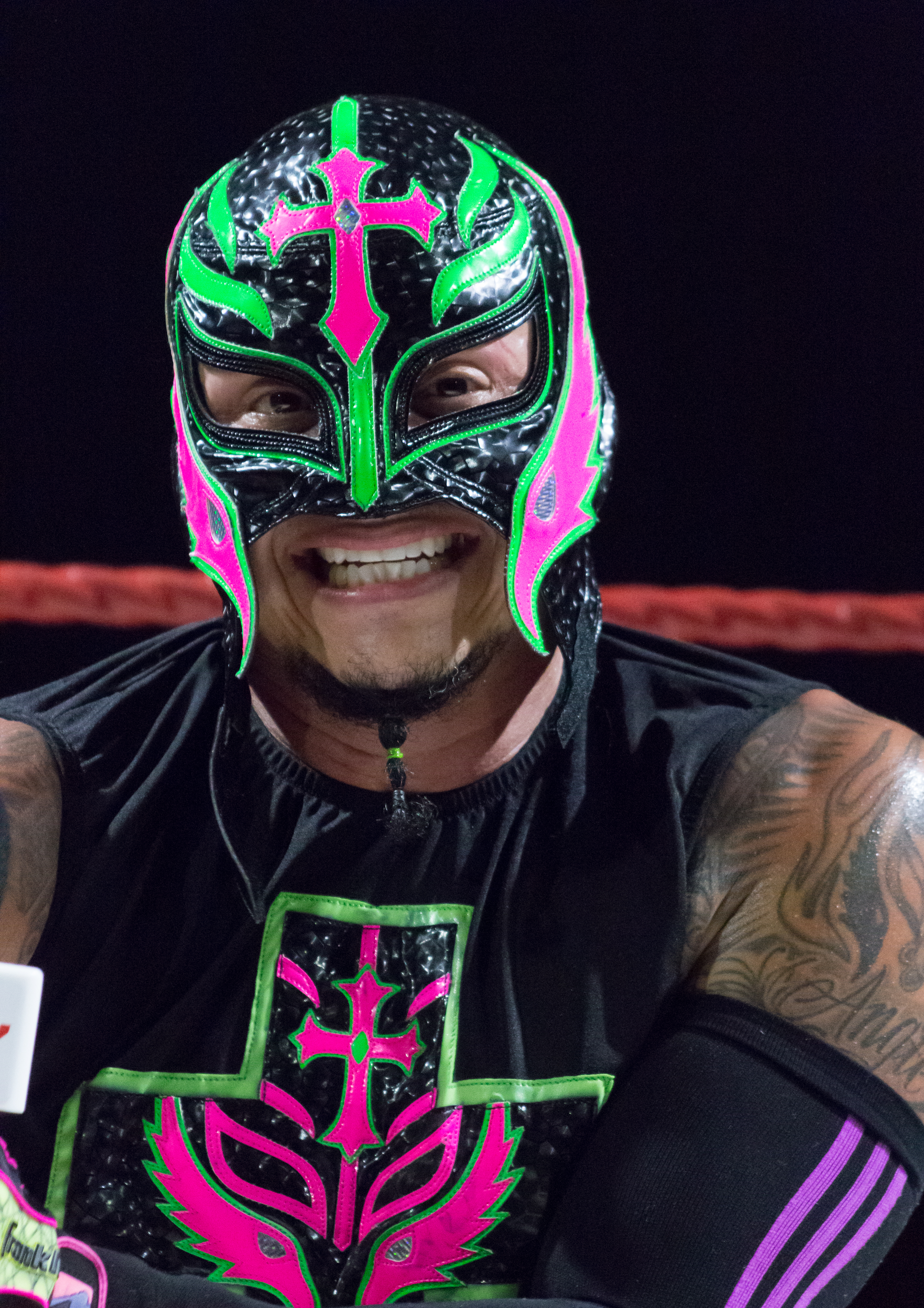
Rey Mysterio,
geboren op 11 december

- 1 - Francisco José da Costa (Costinha), Portugees voetballer
- 3 - Albena Denkova, Bulgaars ijsdanseres
- 3 - Damien Hertog, Nederlands voetballer en voetbalcoach
- 4 - Anke Huber, Duits tennisspeelster
- 5 - Christelle Daunay, Frans atlete
- 6 - Stéphane Augé, Frans wielrenner
- 6 - Arjan Ebbinge, Nederlands voetballer
- 6 - Tony Vermeire, Belgisch politicus
- 7 - Nicole Appleton, Brits zangeres
- 7 - Manuel Martínez, Spaans atleet
- 10 - Floor-Renée Masselink, Nederlands actrice (overleden 2025)
- 10 - Tadahiro Nomura, Japans judoka
- 11 - Maarten Lafeber, Nederlands golfer
- 11 - Matthew Stewardson, Zuid-Afrikaans acteur en presentator (overleden 2010)
- 11 - Gete Wami, Ethiopisch atlete
- 12 - Franklin Anangonó, Ecuadoriaans voetballer (overleden 2022)
- 12 - Bernard Lagat, Keniaans-Amerikaans atleet
- 12 - Nolberto Solano, Peruviaans voetballer
- 12 - Abraham Kiprotich Tandoi, Keniaans atleet
- 13 - Wamberto, Braziliaans voetballer
- 14 - Rey Mysterio, Amerikaans professioneel worstelaar
- 15 - Abdelhadi El Hachimi, Marokkaans-Belgisch atleet
- 15 - David Mandago, Keniaans atleet
- 17 - Christian Ahlmann, Duits springruiter
- 17 - Sarah Paulson, Amerikaans actrice
- 18 - Bram de Groot, Nederlands wielrenner
- 20 - Pietro Piller Cottrer, Italiaans langlaufer
- 20 - Hubert Siejewicz, Pools voetbalscheidsrechter
- 21 - Sandra Torres, Argentijns atlete
- 21 - Karrie Webb, Australisch golfspeelster
- 22 - Daniel García Lara, Spaans voetballer
- 22 - Dagmar Mair unter der Eggen, Italiaans snowboardster
- 23 - Agustín Delgado, Ecuadoraans voetballer
- 23 - Fleur Gräper, Nederlands politica (D66)
- 24 - Marcelo Salas, Chileens voetballer
- 24 - Tadjou Salou, Togolees voetballer (overleden 2007)
- 24 - Rop Verheijen, Nederlands acteur
- 25 - Eva Melander, Zweeds actrice
- 25 - Iván Moro, Spaans waterpoloër
- 26 - Yukiru Sugisaki, Japans mangaka
- 27 - Tomáš Janků, Tsjecho-Slowaaks/Tsjechisch atleet
- 27 - Greta Zocca, Italiaans wielrenster
- 28 - Glenn D'Hollander, Belgisch wielrenner
- 28 - Markus Weinzierl, Duits voetbalcoach
- 29 - Rika de Vries, Nederlands paralympisch sportster
- 30 - Khalilou Fadiga, Senegalees-Belgisch voetballer
- 30 - Fredrik Henge, Zweeds golfer
- 30 - Johanna Sällström, Zweeds actrice (overleden 2007)
- 30 - Kim Sul-song, dochter van Noord-Korea's voormalige leider Kim Jong-il
- 30 - Ryohei Yamamoto, Japans zanger
- 31 - Mario Aerts, Belgisch wielrenner
- 31 - Cândido Barbosa, Portugees wielrenner

### datum onbekend
- Naima El Bezaz, Marokkaans-Nederlands schrijfster (overleden 2020)
- John Birgen, Keniaans atleet
- Nicolas Chaix, Franse houseproducer beter bekend als I:Cube
- Regina José Galindo, Guatemalteeks kunstenares
- Anna Khaja, Amerikaans actrice
- Rima Khcheich, Libanees zangers
- Bas Meeuws, Nederlands fotograaf
- Rosa Reuten, Nederlands actrice
- Joëlle Rozie, Belgische juriste, hoogleraar en auteur
- Jake Williams, Britse danceproducer

## Weerextremen in België
- 27 juni: 54 mm neerslag in Zoutleeuw.
- 28 juni: Tornado beschadigt huizen in Farciennes.
- oktober: Oktober met hoogst aantal neerslagdagen: 30 (normaal 17).
- november: November met hoogst aantal neerslagdagen: 27 (normaal 18).
- herfst: Herfst met hoogste neerslagtotaal: 411,6 mm (normaal 210,5 mm).
- herfst: Herfst met grootst aantal neerslagdagen: 81 (normaal 52,7).
- Jaarrecord: Jaar met het hoogste aantal neerslagdagen, 266 dagen (normaal : 208 dagen).
- december: Geen enkele vorstdag in Ukkel.

Bron: KMI Gegevens Ukkel 1901-2003  met aanvullingen